# Ordine della Giarrettiera
Il Nobilissimo Ordine della Giarrettiera (in inglese The Most Noble Order of the Garter), risalente al Medioevo, è il più antico ed elevato ordine cavalleresco del Regno Unito. Capo dell'Ordine della Giarrettiera è il sovrano del Regno Unito; l'ammissione è riservata a non più di 24 membri, la cui scelta è di competenza esclusiva del sovrano, contrariamente a quanto accade per altri ordini, nei quali il sovrano in genere designa i membri su proposta, anche informale, del primo ministro.
Gli uomini sono conosciuti come Knight Companion, le donne Lady Companion (non Dame). Eccezionalmente l'Ordine può ammettere membri fuori dal limite di 24 (in questo caso chiamati "soprannumerari"), in genere familiari del sovrano oppure sovrani stranieri. Data l'esclusività dell'Ordine, esso viene conferito solo a personalità che si siano distinte per altissimi meriti nel servire il Regno Unito.
Come lo stesso nome suggerisce, lo stemma dell'Ordine è una giarrettiera che sormonta il motto Honi soit qui mal y pense (fr.: "Sia vituperato chi ne pensa male"), presente inoltre sul rovescio delle sterline in oro (sovereign) della serie 1817-1820 recanti sul dritto l'effigie di re Giorgio III. La Giarrettiera è indossata dai membri dell'Ordine durante le occasioni formali. Il motto Honi soit qui mal y pense è anche scritto sulla polena della nave ammiraglia HMS Victory, protagonista della battaglia di Trafalgar agli ordini di Horatio Nelson.
L'Ordine della Giarrettiera ha competenza solo sull'Inghilterra: tale ordine è equivalente come rango, ma superiore per anzianità, allo scozzese Ordine del Cardo (The Most Ancient and Most Noble Order of the Thistle) e al nord-irlandese Ordine di San Patrizio (The Most Illustrious Order of St. Patrick). Ognuno di tali ordini conferisce onorificenze nella nazione storica di competenza, nonostante l'Ordine di San Patrizio, dopo la riduzione dell'Irlanda britannica al solo Ulster, sia di fatto inattivo, essendo morto il suo ultimo cavaliere nel 1974.

## Storia

### L'origine e il nome

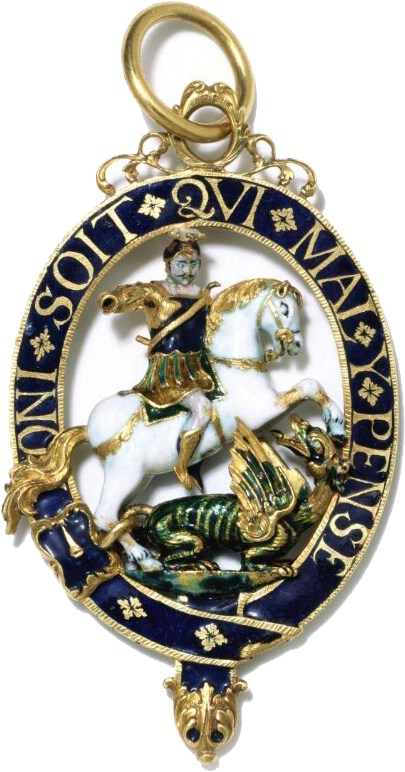
Medaglia dell'Ordine della Giarrettiera del 1640 circa (Victoria and Albert Museum, Londra)

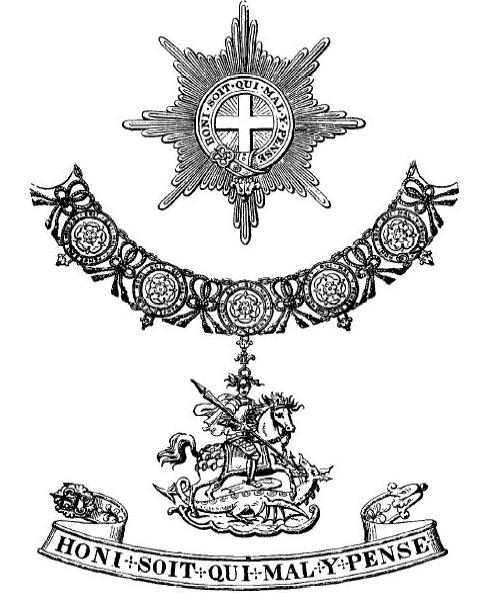

Tradizionalmente si indica come anno di fondazione nel 1348 da parte di re Edoardo III come «compagnia e collegio di cavalieri». Vi sono diverse ipotesi sulla data di nascita effettiva dell'Ordine. Nel The Complete Peerage, edito nel 1887, è indicato che fu istituito il 23 aprile 1344 e tra i fondatori è incluso Sanchet D'Abrichecourt, deceduto il 20 ottobre 1345, mentre in altre fonti è deceduto nel 1359. L'atto fondativo della Giarrettiera prevedeva che l'Ordine fosse riservato solo a coloro che fossero già cavalieri.
La più antica attestazione scritta dell'Ordine si trova in Tirant lo Blanch, un romanzo cavalleresco scritto in catalano dal valenciano Joanot Martorell che venne pubblicato nella prima edizione nel 1490. Nel romanzo si trova un intero capitolo dedicato alla leggenda della fondazione dell'Ordine.
Secondo il Bruges Garter Book (c. 1431), i primi cavalieri fondatori dell'ordine furono:
- Re Edoardo III (1312-77)
- Edoardo di Woodstock, il Principe Nero, principe di Galles (1330-76)
- Enrico di Grosmont, conte di Lancaster (c. 1310-61)
- Thomas, conte di Warwick (m. 1369)
- Jean de Grailly, Captal de Buch (m. 1377)
- Ralph, lord Stafford (1301-72)
- William, conte di Salisbury (1328-97)
- Roger, conte di March (1328-60)
- John, lord Lisle (1318-56)
- Bartholomew, lord Burghersh (m. 1369)
- John, lord Beauchamp (m. 1360)
- John, lord Mohun (c. 1320-76)
- Sir Hugh de Courtenay (m. 1349)
- Thomas, conte di Kent (1314-1360)
- John, lord Grey de Rotherfield (c. 1300-59)
- Sir Richard Fitz-Simon (n. 1295)
- Sir Miles Stapleton (m. 1364)
- Sir Thomas Wale (m. 1352)
- Sir Hugh Wrottesley (m. 1381)
- Sir Nele Loring (m. 1386)
- Sir John Chandos (m. 1369)
- Sir James Audley (m. 1369)
- Sir Otho Holand (m. 1359)
- Sir Henry Eam (m. prima del 1360)
- Sir Sanchet D'Abrichecourt (m. 1345)[2]
- Sir Walter Paveley (m. 1375)

### La leggenda della fondazione dell'Ordine
Diverse fonti riportano l'evento che, secondo la leggenda, sarebbe all'origine del nome dell'Ordine: durante un ballo a corte, una contessa (probabilmente Giovanna di Kent), perse una giarrettiera. Il re si chinò per raccoglierla e si offrì di aiutare la sua ospite a indossarla di nuovo e, uditi i bisbigli e le risatine maliziose dei cortigiani, si alzò e disse loro in francese (allora la lingua di corte): «Honi - honni in ortografia moderna - soit qui mal y pense!» (Sia vituperato chi ne pensa male), che divenne poi il motto dell'Ordine.
La leggenda è stata posta negli atti ufficiali dell'Ordine nel 1774, derivata da quanto scritto dal biografo del XVII secolo William Winstanley nella sua opera Vita di Edoardo III. Nelle cronache di Rastel, vol. I cap. vi., Winstanley trovò questo passaggio curioso sulla vita di Edoardo III che viene riportato in inglese medio dell'epoca:
Un'altra leggenda vorrebbe la fondazione dell'Ordine come omaggio di Edoardo III al suo antenato Riccardo I "Cuor di Leone": durante la Terza crociata, prima di una battaglia, Riccardo fece indossare una giarrettiera ai suoi soldati, perché così comandatogli in sogno da San Giorgio la notte prima (chiara ripresa di un tema caro alla storiografia cristiana che ha origine nel sogno dell'imperatore romano Costantino prima della battaglia di Ponte Milvio con l'antagonista Massenzio. Questo avrebbe poi fatto vincere la battaglia ai soldati di Costantino).

## Composizione

### Membri

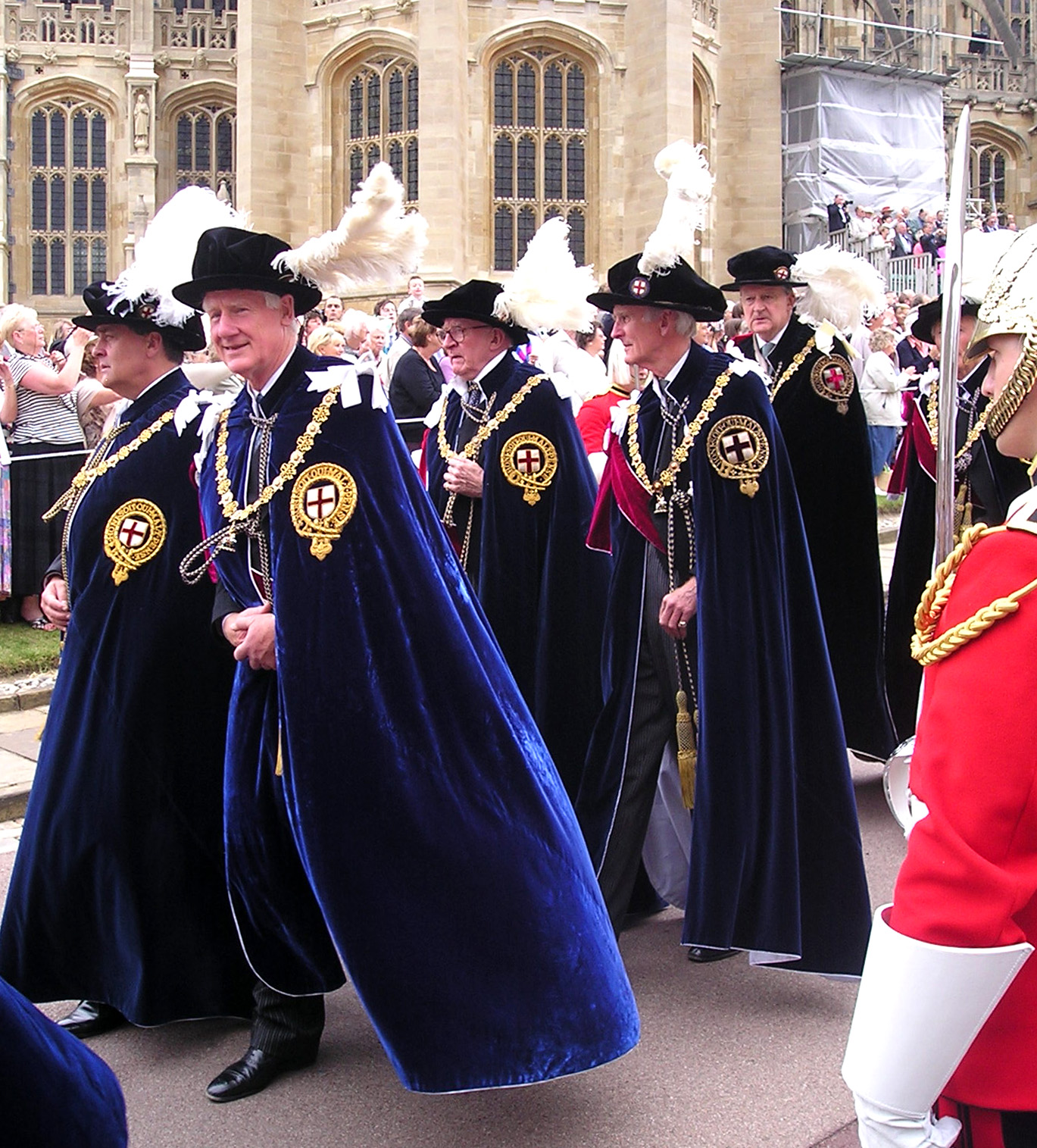
Cavalieri della Giarrettiera alla Cappella di San Giorgio

All'inizio numerose donne ricevettero il titolo di Lady, ma non fu conferito loro il cavalierato. Nel 1488 Enrico VII concesse l'ultima onorificenza femminile a sua madre Margaret Beaufort e fino al 1901 la Giarrettiera fu un Ordine solo maschile (eccezion fatta per i sovrani donna come le regine Elisabetta I, Anna e Vittoria). Quando Edoardo VII, il figlio della regina Vittoria, salì al trono, insignì dell'ordine sua moglie Alessandra di Danimarca. La consuetudine fu confermata quando Giorgio V diede l'Ordine a sua moglie Maria e, successivamente, Giorgio VI alla sua consorte Elisabetta, madre della regina Elisabetta II.
Come detto, la nomina dei membri dell'Ordine è in capo esclusivamente al sovrano: tale consuetudine, tuttavia, fu più o meno ufficializzata solo in tempi recenti, nel 1946, a seguito di un gentlemen's agreement tra l'allora Primo ministro e il capo dell'opposizione, per evitare influenze politiche sul conferimento della massima onorificenza britannica.

#### Membri soprannumerari

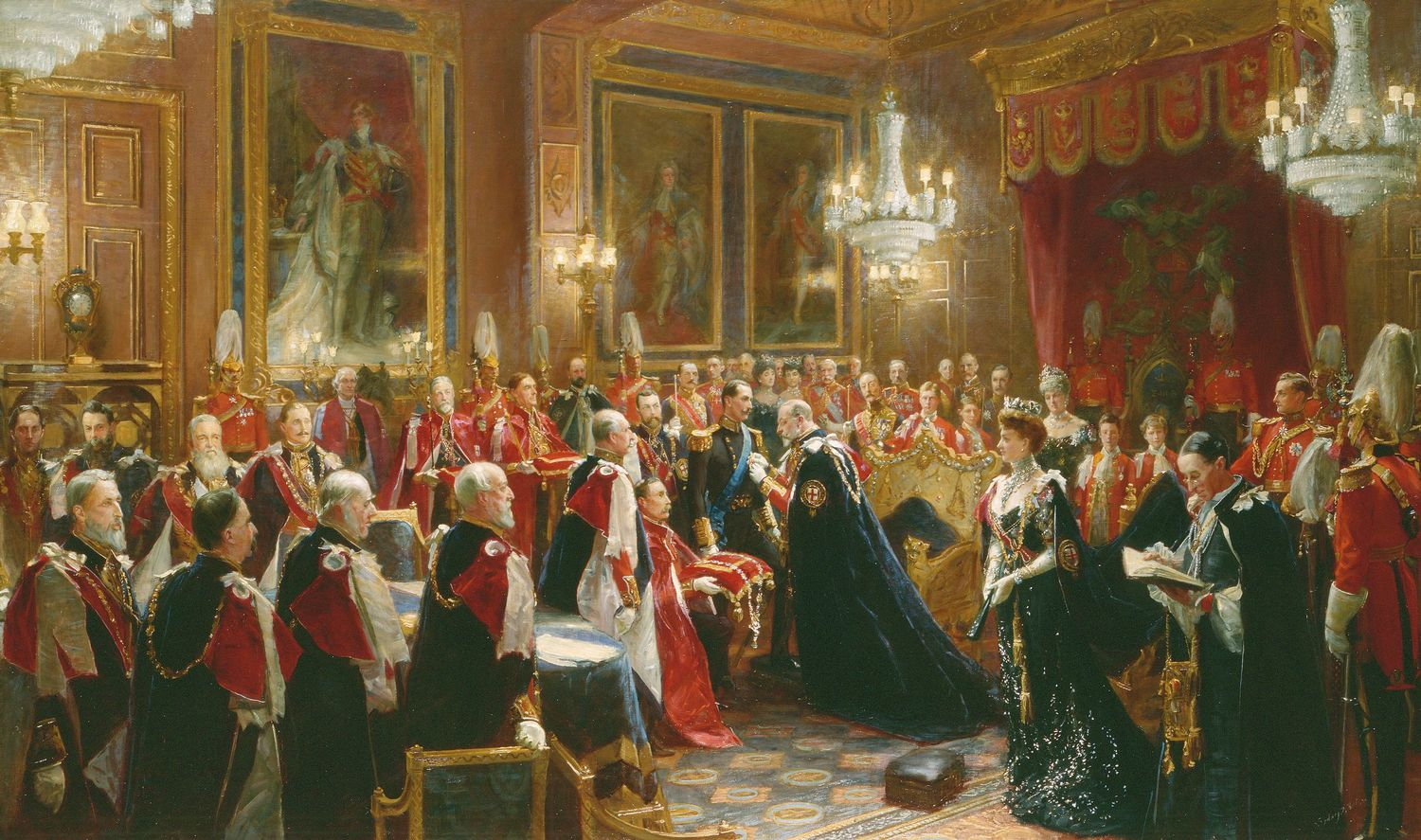
Dipinto dell'investitura del re Haakon VII di Norvegia come cavaliere dell'Ordine

Il primo straniero a essere insignito della Giarrettiera fu il duca di Urbino Federico da Montefeltro nel 1474. Malgrado queste nomine "soprannumerarie" fatte dai monarchi inglesi, fu solo con l'intronizzazione di Alessandro I di Russia nel 1813 che formalmente l'ordine venne esteso per conferimento anche ai monarchi stranieri che vennero ammessi col rango di "Cavalieri e Dame Stranieri della Giarrettiera". Per un atto di concessione a uno straniero era necessario per statuto un emendamento specifico per ogni occasione, ma di questa regola spesso non si tenne conto. Tra i monarchi stranieri citiamo Costantino II di Grecia, Paolo di Grecia, Beatrice dei Paesi Bassi e Giuliana dei Paesi Bassi.
Il primo monarca non cristiano a essere ammesso all'Ordine fu il sultano ottomano Abdülmecid I, nel 1856. La prima e unica nomina in Sudamerica fu quella di Pietro II che venne ammesso come cavaliere nel 1871. Il primo membro dell'Asia fu lo scià di Persia Naser al-Din Shah Qajar nel 1873, mentre l'imperatore giapponese Meiji vi venne ammesso nel 1906. L'unico membro africano ammesso fu l'imperatore etiope Hailé Selassié, nel 1954. Il primo australiano ammesso all'Ordine fu Richard Gardiner Casey, barone Casey, politico e diplomatico australiano nonché 16º governatore generale dell'Australia, nel 1969. Non vi sono mai state ammissioni di persone residenti in Nord America.

### Membri degradati

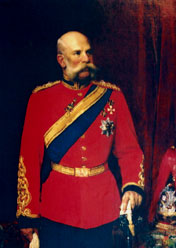
L'imperatore Francesco Giuseppe d'Austria (qui in uniforme inglese da colonnello del 1st King's Dragoon Guards) venne ammesso nell'Ordine della Giarrettiera e poi espulso con la prima guerra mondiale. In questo dipinto del 1896 indossa la fascia blu e la stella dell'Ordine.

Vi fu anche il caso di alcuni membri "degradati" ed espulsi dall'Ordine. Il sovrano può infatti degradare quei membri resisi colpevoli di crimini molto seri come ad esempio coloro che erano stati condannati per tradimento o per aver abbandonato il campo di battaglia, o ancora per essersi rivoltati contro il sovrano patrono dell'Ordine, scatenando rivolte, sollevazioni o guerre.
La procedura formale, risalente nelle sue prime degradazioni già al XV secolo, consisteva in un atto formale nel quale il Re d'Armi dell'Ordine della Giarrettiera, accompagnato dagli altri araldi, procedeva all'interno della Cappella di San Giorgio. Mentre il Re d'Armi leggeva ad alta voce l'Instrument of Degradation, un araldo si portava a rimuovere tutti i simboli del cavaliere degradato dal suo scranno. L'ultima degradazione formale a essere eseguita secondo questo rituale fu quella di James, duca di Ormonde nel 1716.
I casi più clamorosi nella storia furono a ogni modo quelli dei kaiser Guglielmo II di Germania e Francesco Giuseppe d'Austria, espulsi nel 1915 quando i loro imperi mossero guerra al Regno Unito. Anche alcuni membri della famiglia reale, detentori di titoli britannici, ma legati alla Germania a causa delle origini hannoveriane del casato, allo scoppio della prima guerra mondiale furono espulsi dall'ordine (ad es. Carlo Edoardo di Sassonia-Coburgo-Gotha). Per essi venne anche varato il Titles Deprivation Act 1917 per rimuovere anche i titoli nobiliari, che - a differenza dell'onorificenza cavalleresca - potevano essere persi solo con atto del parlamento.
Similmente, in occasione della seconda guerra mondiale, l'imperatore Hirohito del Giappone venne espulso dall'Ordine nel 1941, ma Elisabetta II lo riammise nel dopoguerra, nel 1975. Tra l'altro, il Tennō è l'unico membro dell'Ordine ad avere ricevuto due volte l'onorificenza da due sovrani differenti. Non venne riammesso Vittorio Emanuele III di Savoia, espulso quando l'Italia dichiarò guerra al Regno Unito durante la seconda guerra mondiale.

### Ufficiali

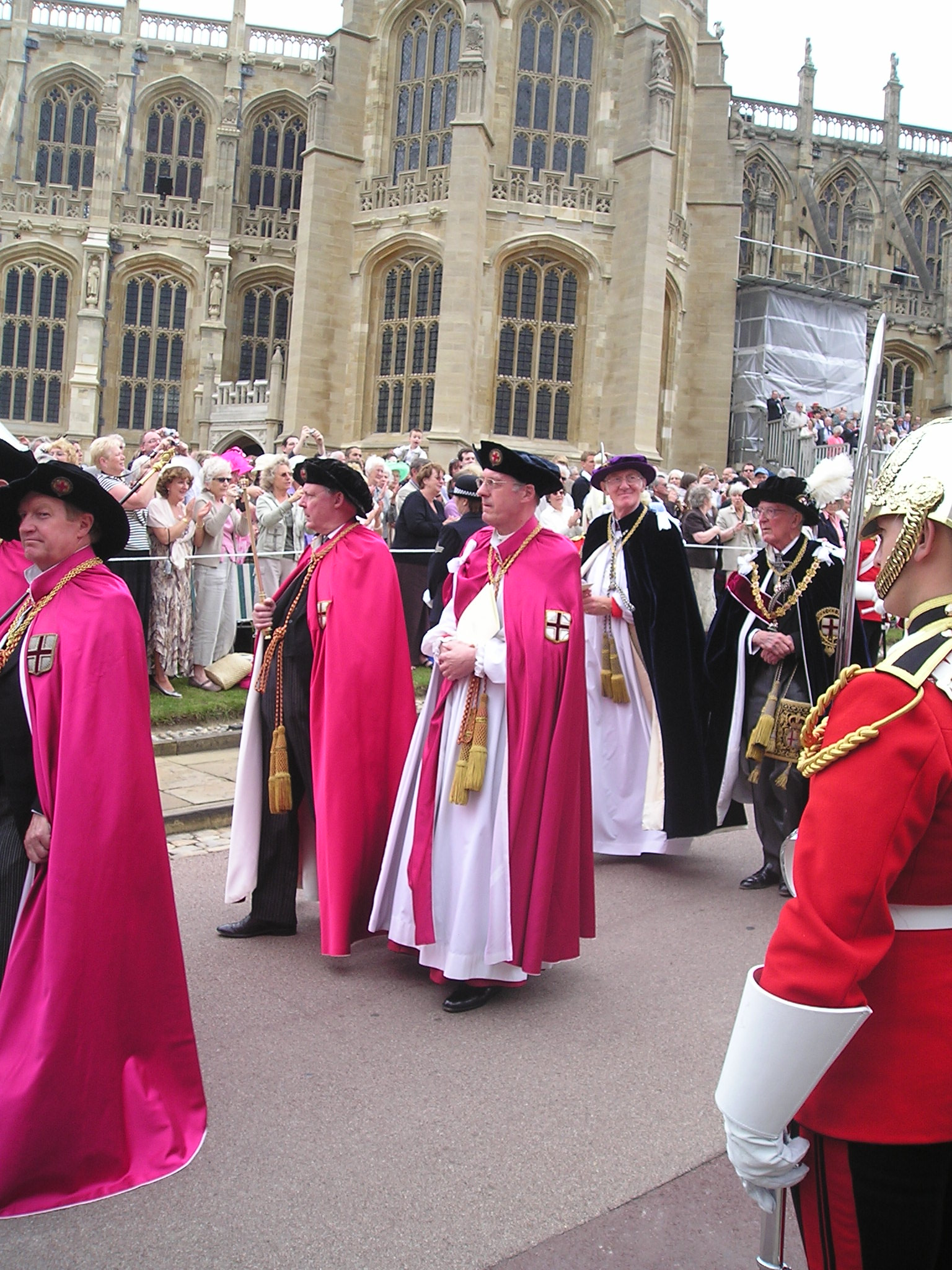
Gli Ufficiali dell'Ordine della Giarrettiera (da sinistra a destra): Segretario (appena visibile), Gentleman Usher of the Black Rod, Re d'Arme principale della Giarrettiera, Verbalizzante, Prelato, Cancelliere

L'Ordine dispone di sei ufficiali: il Prelato, il Cancelliere, il Verbalizzante, il Re d'Arme Principale della Giarrettiera, l'Usciere e il Segretario. Gli incarichi di Prelato, Verbalizzatore e Usciere sono creati dalla fondazione dell'Ordine, quello di Re d'Arme principale della Giarrettiera venne istituito nel XV secolo e quello di Segretario nel XX.
L'ufficio di Prelato è spesso ricoperto dal Vescovo di Winchester, uno dei vescovi tradizionali della Chiesa anglicana.
L'incarico di Cancelliere è oggi ricoperto da uno dei cavalieri dell'Ordine. Per gran parte della sua esistenza, il Vescovo di Salisbury ebbe questo incarico anche se i laici ebbero questo privilegio dal 1553 al 1671. Nel 1837, dopo il passaggio del Castello di Windsor nella diocesi di Oxford, la cancelleria venne trasferita al Vescovo di Oxford. Un secolo dopo venne deciso che indipendentemente dal territorio diocesano in cui la cappella di San Giorgio si trovasse inserita, essa ricadeva sotto la giurisdizione del Vescovo di Salisbury e per tale motivo il vescovo di Oxford (all'epoca Thomas Banks Strong, era stato particolarmente schietto nell'opporsi all'abdicazione di Edoardo VIII) perse tale prerogativa che non passò al suo successore, Kenneth Kirk, ma a un cavaliere dell'Ordine. Dal 1937, questi sono stati i cancellieri:
- William, duca di Portland (1937-1943)
- Edward, conte Halifax (1943-1959)
- Robert, marchese di Salisbury (1960-1972)
- Charles, visconte Cobham (1972-1977)
- John, marchese di Abergavenny (1977-1994)
- Peter, lord Carrington (1994-2012)
- James, duca di Abercorn (dal 2012)

L'incarico di Verbalizzatore è stato assegnato al Decano di Windsor dal 1558. Il Re d'Armi principale della Giarrettiera è ex officio il più anziano ufficiale del College of Arms (l'autorità araldica d'Inghilterra), ed è solitamente nominato tra gli ufficiali del medesimo Collegio. Come suggerisce il nome, il Re d'Armi è responsabile delle armi di tutti i membri e degli ufficiali dell'Ordine presenti all'interno della cappella e della regolamentazione araldica a essa relativa. Il Segretario, che agisce come suo vice, viene dal 1952 prescelto tra gli ufficiali del Collegio d'Armi. L'incarico di Usciere è ricoperto dal Gentleman Usher of the Black Rod, che è anche il Serjeant-at-Arms della Camera dei Lord (anche se le sue funzioni sono spesso espletate dal suo vice, lo Yeoman Usher).

### Cavalieri militari di Windsor

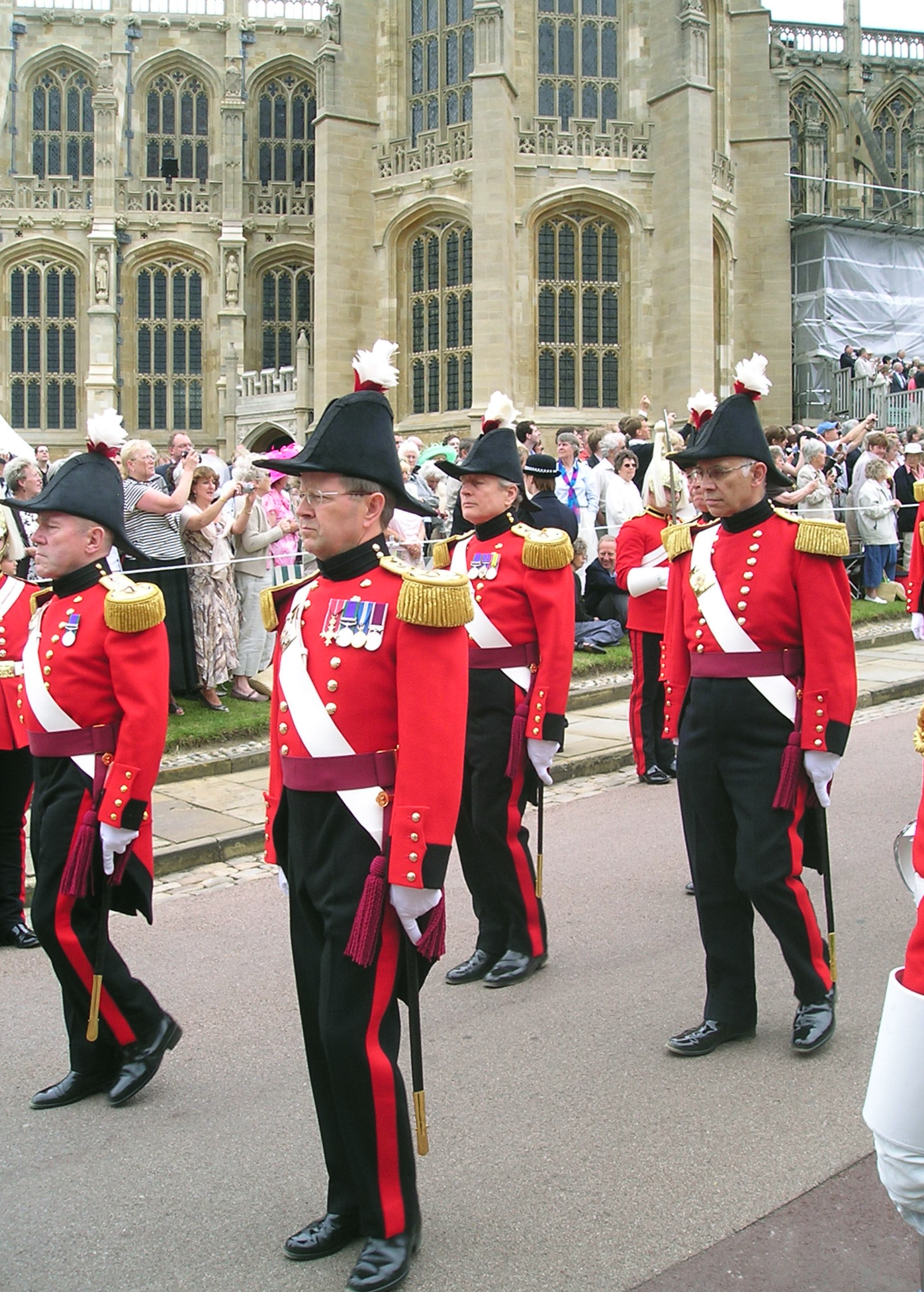
I cavalieri militari di Windsor in processione durante l'annuale celebrazione dell'Ordine della Giarrettiera

Alla fondazione dell'Ordine della Giarrettiera, vennero nominati anche 26 "cavalieri poveri" e legati all'Ordine e alla sua cappella. Il numero non venne sempre mantenuto e nel XVII secolo ve ne erano solo tredici. Carlo II ne aumentò il numero a 18 (in gran parte grazie ai fondi lasciati per questo scopo da Sir Francis Crane nel suo testamento) dopo la sua incoronazione nel 1660. Dopo che questi cavalieri obiettarono all'uso del termine di "poveri", Guglielmo IV li ridesignò come Cavalieri militari di Windsor.
I "cavalieri poveri" erano infatti sin dalle origini dei veterani militari impoveriti a cui veniva chiesto di pregare ogni giorno per i cavalieri membri dell'Ordine. In cambio, essi ricevevano un salario e il permesso di alloggiare al castello di Windsor. Ancora oggi i cavalieri esistono ma non sono necessariamente poveri, ma comunque devono essere dei militari in pensione. Partecipano alle celebrazioni dell'Ordine scortandone i membri e partecipano alle celebrazioni in cappella. Essi a ogni modo non sono considerati membri dell'Ordine.
I cavalieri originariamente indossavano dei mantelli rossi, ciascuno con la croce di San Giorgio, ma senza la rappresentazione del simbolo dell'Ordine della Giarrettiera. La regina Elisabetta I rimpiazzò tali mantelli con una versione blu, ma i mantelli rossi vennero ripristinati nel XVII secolo sotto Carlo I. Quando i cavalieri vennero rinominati in "cavalieri militari" nell'Ottocento, a ogni modo, venne abbandonato l'uso dei mantelli e gli venne preferita un'uniforme classica ancora oggi utilizzata e consistente in pantaloni neri con una riga rossa, una giacca rossa, spalline d'oro e una feluca con piume bianche, oltre a una spada decorativa.

## Paramenti

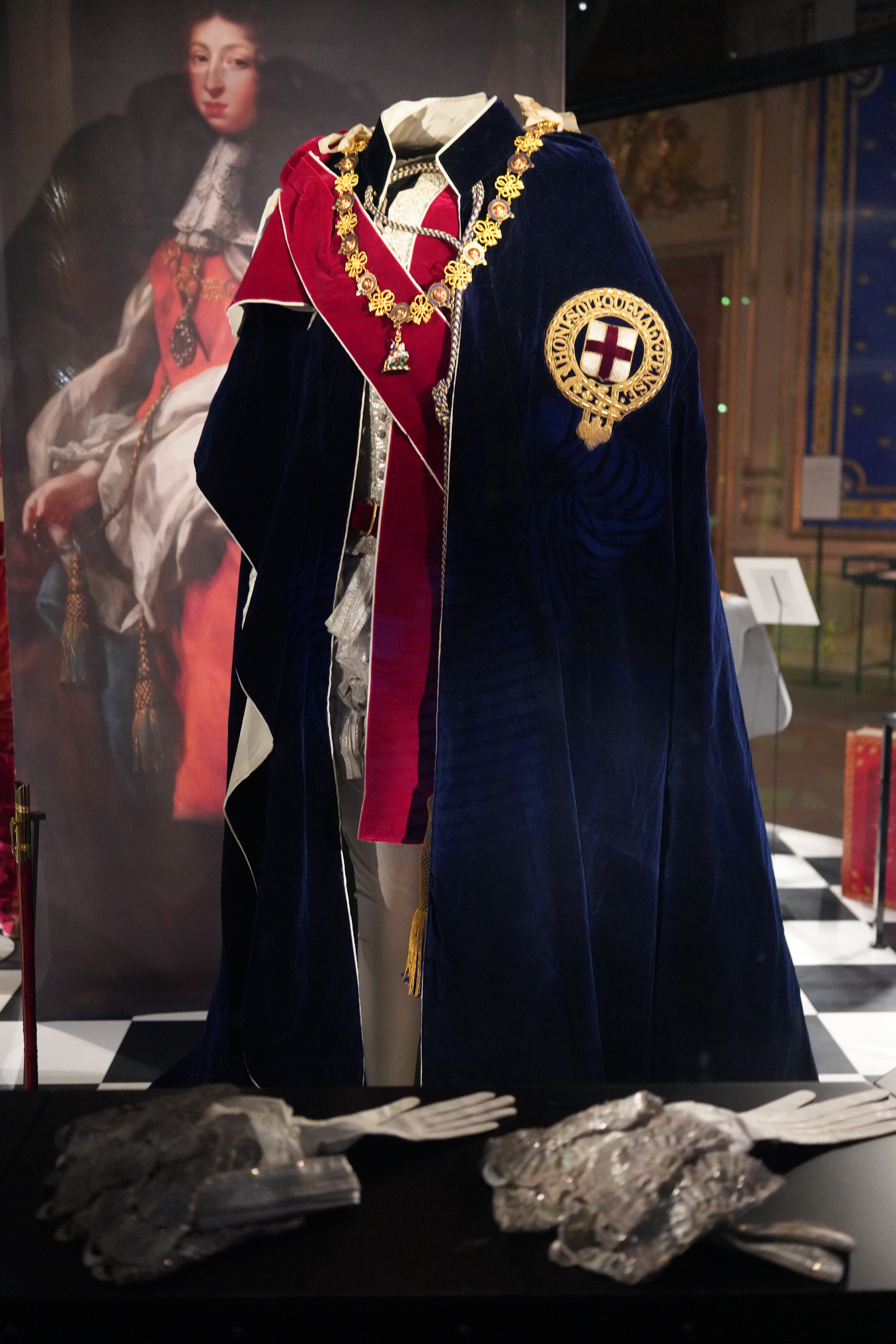
Veste cerimoniale dell'Ordine

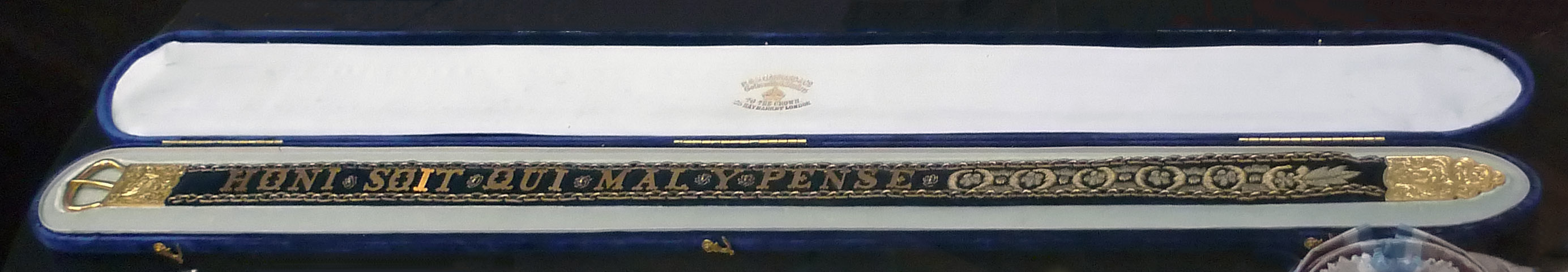
Insegna della Giarrettiera appartenuta all'imperatore Francesco Giuseppe I d'Austria

I paramenti cerimoniali di un cavaliere dell'Ordine della Giarrettiera sono in gran parte quelli stabiliti in occasione dell'incoronazione di Giorgio IV nel 1821:
- Mantello, originariamente di lana e, dal XVI secolo, di velluto. Originariamente viola, il mantello - tra il XVII e il XVIII secolo - cambiò colore in azzurro, celeste, blu reale, blu scuro, violetto, e infine l'attuale blu nautico, foderato di taffetà bianco. Lo scudo con la Croce di San Giorgio è cucito sulla spalla sinistra del mantello. Il mantello del sovrano e dei membri della famiglia reale ha la coda.
- Cappello, un Tudor bonnet di velluto nero con una penna bianca di struzzo e una nera di airone.
- Collare d'oro, introdotto nel XVI secolo. Pesa 933 grammi ed è composto da nodi d'oro alternati a medaglioni smaltati raffiguranti una rosa dentro una giarrettiera. Ai tempi di Enrico VII le rose erano due, una bianca e una rossa. Attualmente la rosa è solo rossa.
- Il George, medaglia smaltata raffigurante San Giorgio a cavallo che uccide il drago, pendente dal collare.
- Giarrettiera: indossata al polpaccio sinistro dai cavalieri, e al braccio sinistro dalle signore durante le cerimonie. È una fascia di velluto con il motto Honi soit qui mal y pense scritto in lettere dorate. Un tempo la giarrettiera delle signore era decorata con gioielli.

Sino alla metà del XX secolo, era in uso indossare un vestito di stile tudoriano sotto i paramenti, consistente in un vestito di seta ricamata. Attualmente, tale consuetudine è stata rimpiazzata con l'uso di un vestito da sera appropriato, con l'eccezione di occasioni come ad esempio le incoronazioni dove ancora determinati ufficiali sono soliti indossare l'abito tudoriano.
Oltre alle occasioni particolari, a ogni modo, era usato un vestiario più semplice nelle occasioni meno solenni:
- La stella dell'Ordine, puntata sulla parte sinistra del petto, venne introdotta nel Seicento da re Carlo I e consiste in una stella raggiante in argento di otto punti con al centro un cerchio con impressa la croce di San Giorgio, circondata dalla fascia col motto dell'Ordine. Se l'insignito nel Regno Unito ha ricevuto altre onorificenze simultaneamente, le insegne della Giarrettiera vengono portate nella parte più alta del petto.
- La fascia, introdotta nel Seicento da Carlo I, è di 10 cm di larghezza e di colore blu nautico, portata dalla spalla sinistra al fianco destro.[14]
- L'insegna o il Lesser George (o George minore), piccola medaglia smaltata raffigurante San Giorgio a cavallo che uccide il drago, solitamente agganciata al termine della fascia, sul fianco sinistro.

Alla morte di un insignito, il Lesser George e la stella devono essere restituite personalmente al sovrano dal parente maschio più prossimo al defunto cavaliere, mentre le altre insegne devono essere consegnate alla Central Chancery of the Orders of Knighthood, con l'eccezione della fascia, del mantello e del cappello.
In occasione delle cerimonie dell'Ordine, gli ufficiali indossano il seguente vestiario particolare:
- I mantelli del prelato e del cancelliere sono blu scuro come gli altri membri, mentre i mantelli degli altri ufficiali sono di colore rosso scuro. Tutti i mantelli portano ricamato lo scudo araldico con la croce di San Giorgio. Per le cerimonie ufficiali, il Garter Principal King of Arms indossa un tabarro con lo stemma del Regno Unito.[12]
- Gli ufficiali indossano delle specifiche insegne d'ufficio sospese a un collare attorno al collo: l'insegna del prelato è un lesser George circondato dalla Giarrettiera, sormontato da una mitria vescovile. L'insegna del cancelliere è una rosa circondata dalla Giarrettiera. L'insegna del verbalizzatore consiste in due croci incrociate sopra un libro circondate dalla Giarrettiera e sormontata da una corona. L'insegna del Garter Principal King of Arms è lo stemma reale impalato con la croce di San Giorgio e circondato dalla Giarrettiera oltre che sormontato dalla corona reale. L'insegna dell'usciere è un bastone circondato dalla Giarrettiera e sormontato da una corona reale. L'insegna per il segretario sono due croci incrociate di fronte a una rosa e circondate dalla Giarrettiera oltre che sormontate dalla corona reale.[12]

Il cancelliere porta inoltre per tradizione una borsa che porta la croce di San Giorgio impalata allo stemma regio. La borsa contiene il sigillo dell'Ordine.

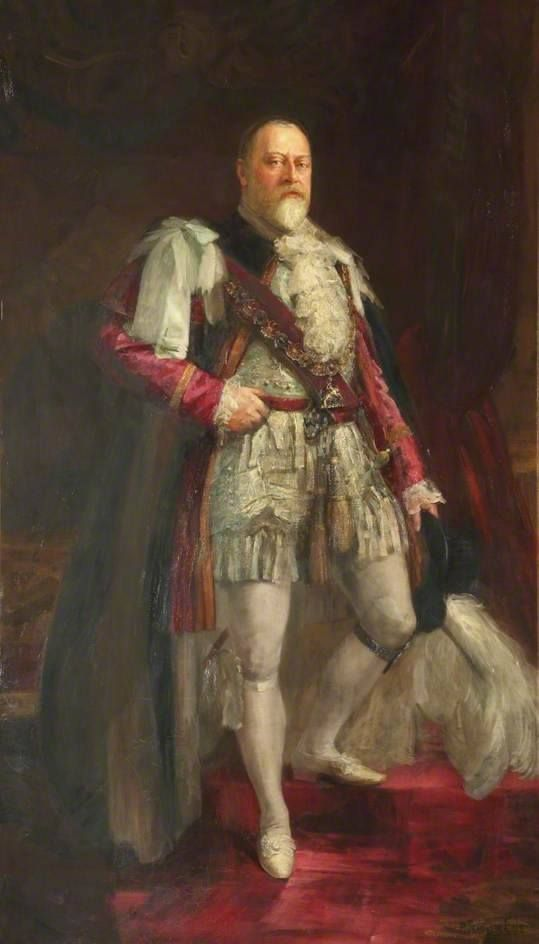
Edoardo VII con le vesti dell'Ordine della Giarrettiera indossate sopra un abito tradizionale di stile tudoriano
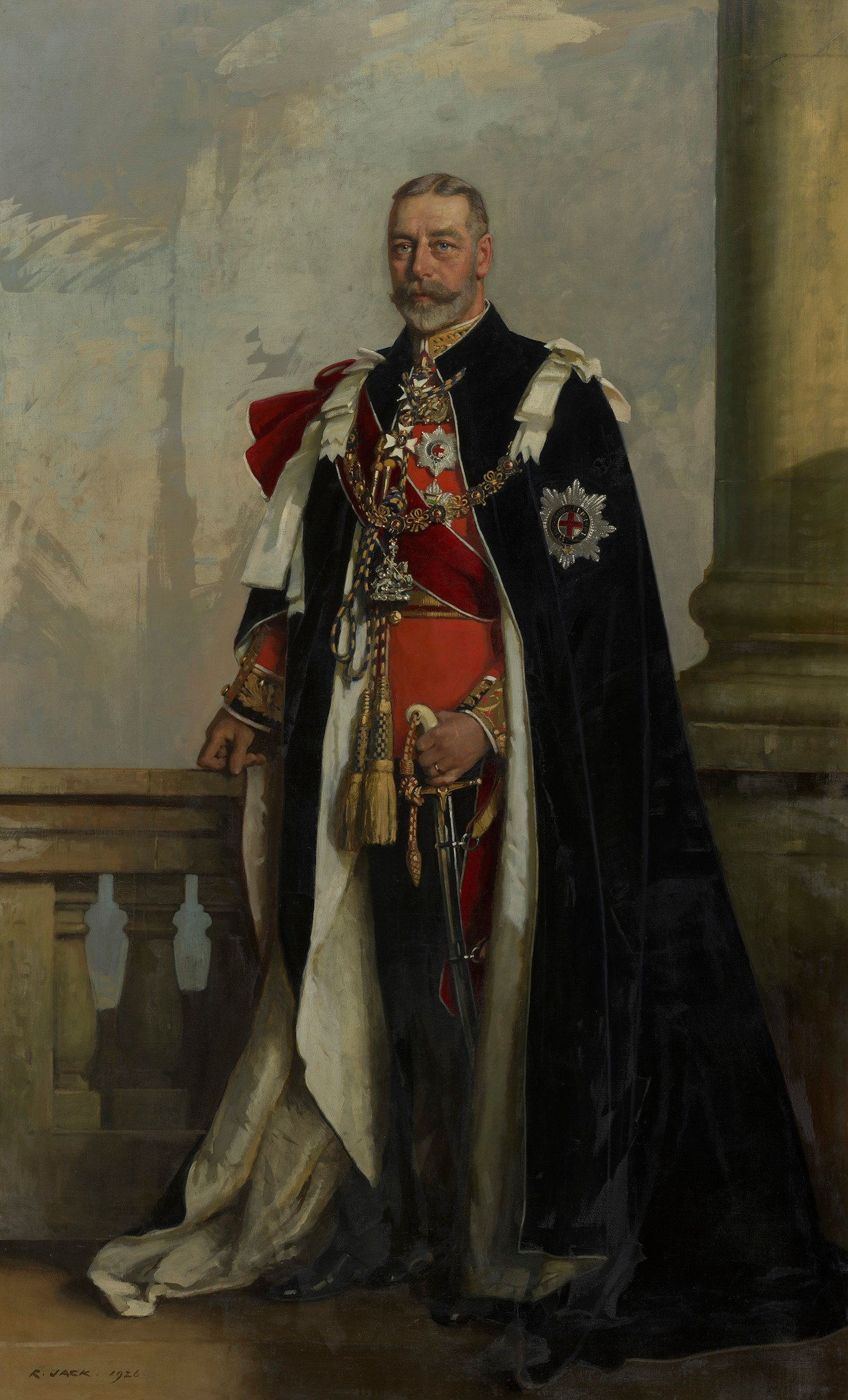
Giorgio V con le vesti dell'Ordine della Giarrettiera indossate sopra un'uniforme militare
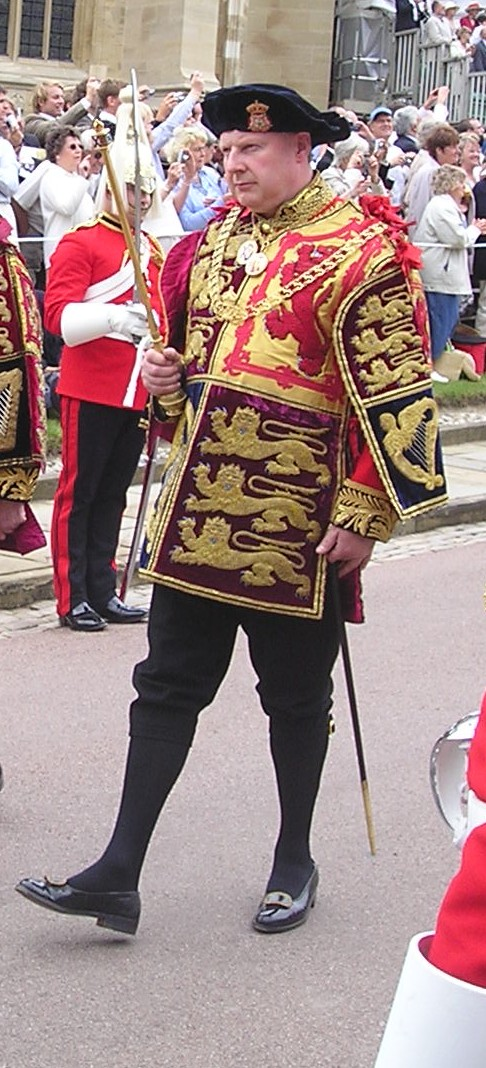
Abito tipico del Re d'Arme della Giarrettiera, qui Thomas Woodcock

## Privilegi
I membri dell'Ordine si firmano, dopo il nome, con KG se uomini (Knight Companion) o con LG se donne (Lady Companion). Se essi possiedono più di un titolo, quello dell'Ordine della Giarrettiera ha la precedenza, eccezion fatta per Bt (baronetto), VC (croce di Vittoria) e GC (croce di re Giorgio).

## Cerimonia d'investitura
La cappella ufficiale dell'Ordine è quella di San Giorgio al Castello di Windsor. Dal 1948, per iniziativa di Giorgio VI, la cerimonia religiosa celebrativa è divenuta annuale, e si svolge in giugno. Essa viene di norma tenuta dal Prelato dell'Ordine.
La cerimonia d'investitura di un nuovo cavaliere si tiene nella Sala del Trono del Castello di Windsor la mattina del giorno della celebrazione annuale. A questa cerimonia partecipano tutti i cavalieri dell'Ordine, coi loro abiti cerimoniali e le loro insegne, e con le loro mogli o mariti.
La cerimonia, svolta personalmente dal sovrano, consiste nel proclamare il nuovo cavaliere tramite la lettura dei diritti e dei doveri dei cavalieri (spesso svolto dal prelato o dal cancelliere), mentre poi due cavalieri posano la giarrettiera sulla gamba sinistra del nuovo cavaliere, consentendo quindi al sovrano di apporre attorno al collo dell'insignito il collare dell'Ordine e di fissarlo al mantello. Dopo la cerimonia si tiene un banchetto di Stato nella Sala dei Banchetti del castello, alla presenza della famiglia reale e di tutti i cavalieri dell'Ordine e delle loro spose, oltre che con gli ufficiali dell'Ordine. Dopo il pranzo, formando una processione, tutti gli intervenuti si recano verso la Cappella di San Giorgio per presenziare alla celebrazione eucaristica e per l'istituzione formale degli stalli dei nuovi cavalieri.

## Insigniti e ufficiali

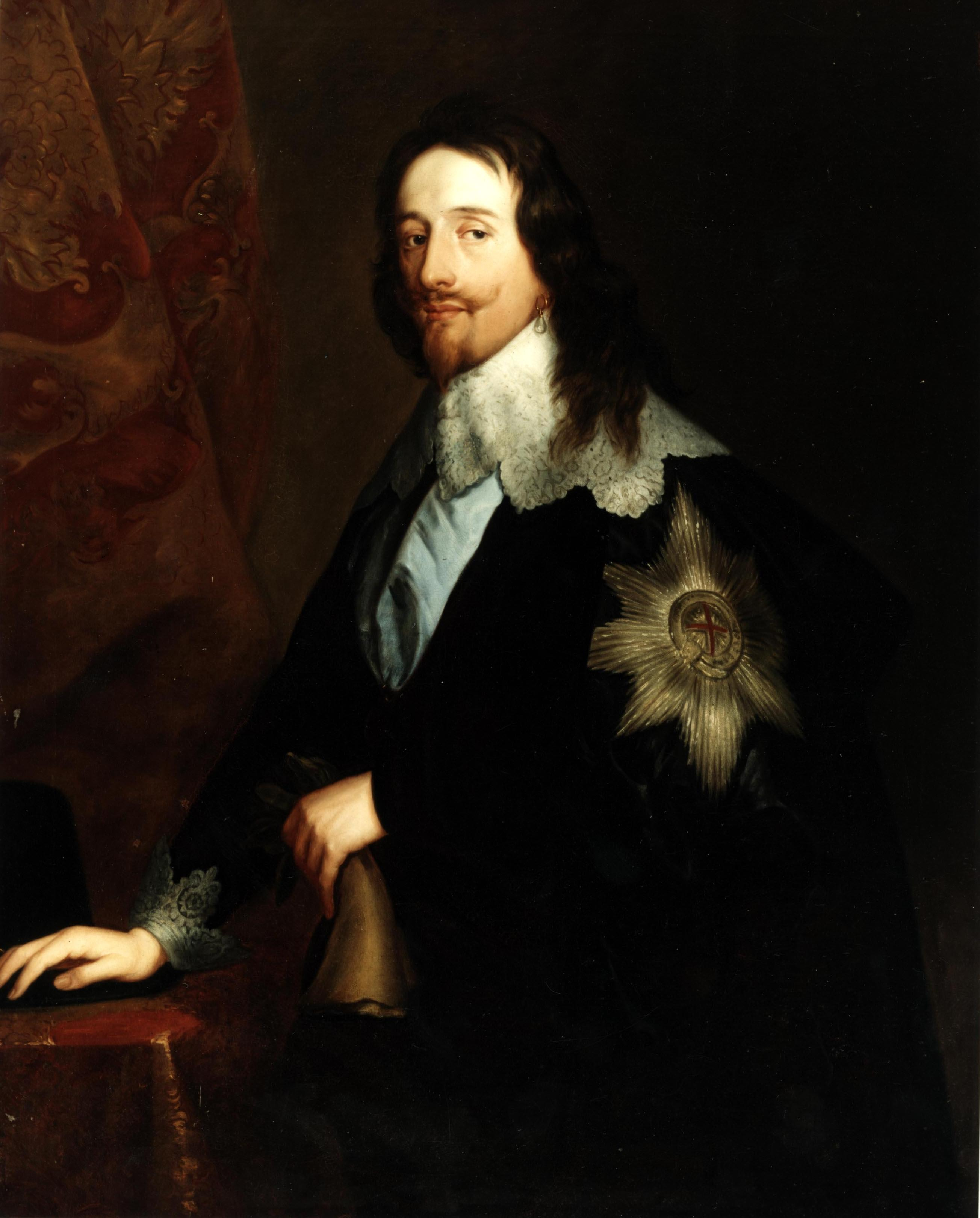
Il re d'Inghilterra Carlo I Stuart (1600-1649) in un dipinto di Antoon van Dyck che lo raffigura con gli abiti di gran maestro dell'Ordine della Giarrettiera

Sovrano: Carlo III del Regno Unito

### Cavalieri e dame
1. James Hamilton, V duca di Abercorn KG (1999) - Nobile e politico
2. Robin Butler, barone di Brockwell KG GCB CVO PC (2003) - Funzionario
3. Sir John Major KG CH PC (2005) - Politico
4. Richard Luce, barone Luce KG GCVO PC DL (2008) - Politico
5. Nicholas Phillips, barone Phillips di Worth Matravers KG PC (2011) - Avvocato e giudice
6. Maresciallo della Royal Air Force Graham Eric Stirrup, barone Stirrup KG GCB AFC (2013) - Maresciallo dell'aria
7. Eliza Manningham-Buller, baronessa Manningham-Buller LG DCB (2014) - Funzionaria
8. Mervyn Allister King, barone King di Lothbury KG GBE FBA (2014) - Economista, accademico e banchiere
9. Charles Kay-Shuttleworth, V barone Shuttleworth KG KCVO (2016) - Nobile
10. Mary Fagan LG DCVO JP (2018) - Accademica
11. Alan Brooke, III visconte Brookeborough KG (2018) - Nobile, politico e militare
12. Mary Peters LG CH DBE (2019) - Atleta
13. Robert Gascoyne-Cecil, VII marchese di Salisbury KG KCVO PC (2019) - Nobile e politico
14. Sir Tony Blair KG PC (2022) - Politico
15. Valerie Amos, baronessa Amos LG CH PC (2022) - Politica e diplomatica
16. Catherine Margaret Ashton, baronessa Ashton di Upholland LG GCMG PC (2023) - Politica
17. Christopher Francis Patten, barone Patten di Barnes KG CH PC (2023) - Politico
18. Stuart William Peach, barone Peach KG GBE KCB DL (2024) - Maresciallo capo dell'aria
19. Ajay Kumar Kakkar, barone Kakkar KG KBE PC (2024) - Medico e politico
20. Andrew Lloyd Webber, barone Lloyd-Webber KG (2024) - Compositore e politico
21. vacante
22. vacante
23. vacante
24. vacante

### Cavalieri e dame della famiglia reale
1. Edward, duca di Kent (1985)
2. Anna, principessa reale (1994)
3. Richard, duca di Gloucester (1997)
4. Alexandra, onorevole Lady Ogilvy (2003)
5. Andrea, duca di York (2006)
6. Edoardo, duca di Edimburgo (2006)
7. William, principe del Galles (2008)
8. Camilla, regina consorte del Regno Unito (2022)
9. Birgitte, duchessa di Gloucester (2024)

### Cavalieri e dame stranieri
1. Margherita II di Danimarca (1979)
2. Carlo XVI Gustavo di Svezia (1983)
3. Juan Carlos I di Spagna (1988)
4. Beatrice dei Paesi Bassi (1989)
5. Akihito del Giappone (1998)
6. Harald V di Norvegia (2001)
7. Filippo VI di Spagna (2017)
8. Guglielmo Alessandro dei Paesi Bassi (2018)
9. Naruhito del Giappone (2024)

### Ufficiali
- Prelato: Timothy John Dakin, vescovo di Winchester della Chiesa d'Inghilterra
- Cancelliere: Eliza Manningham-Buller, baronessa Manningham-Buller
- Verbalizzatore: David Conner, decano della cappella di San Giorgio della Chiesa d'Inghilterra
- Re d'Armi: David Vine White
- Segretario: Timothy Duke
- Usciere: Sarah Clarke, usciere dello scettro nero

## Galleria d'immagini

### Insegne e vesti dell'Ordine

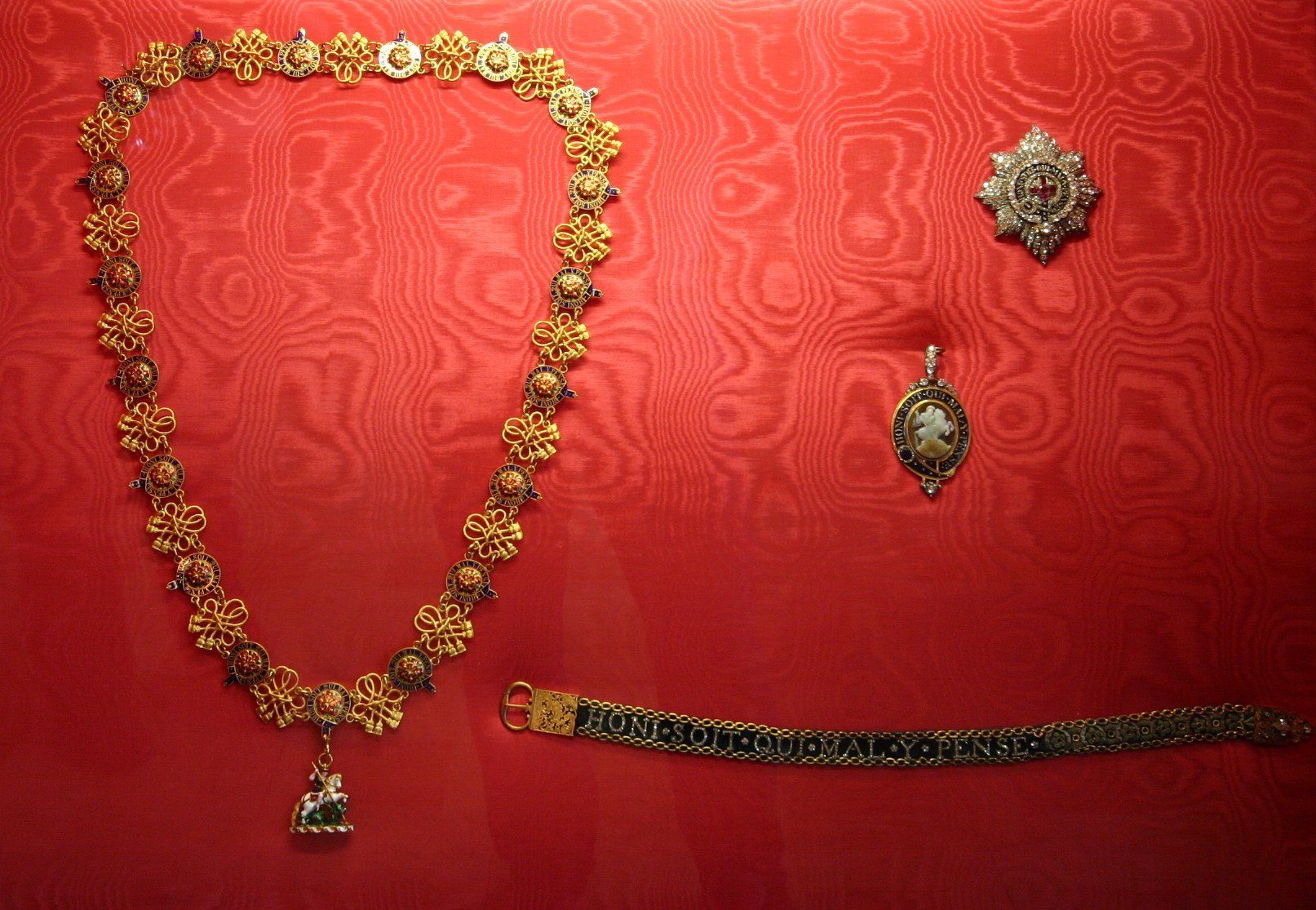
Collare, placca, insegna e giarettiera
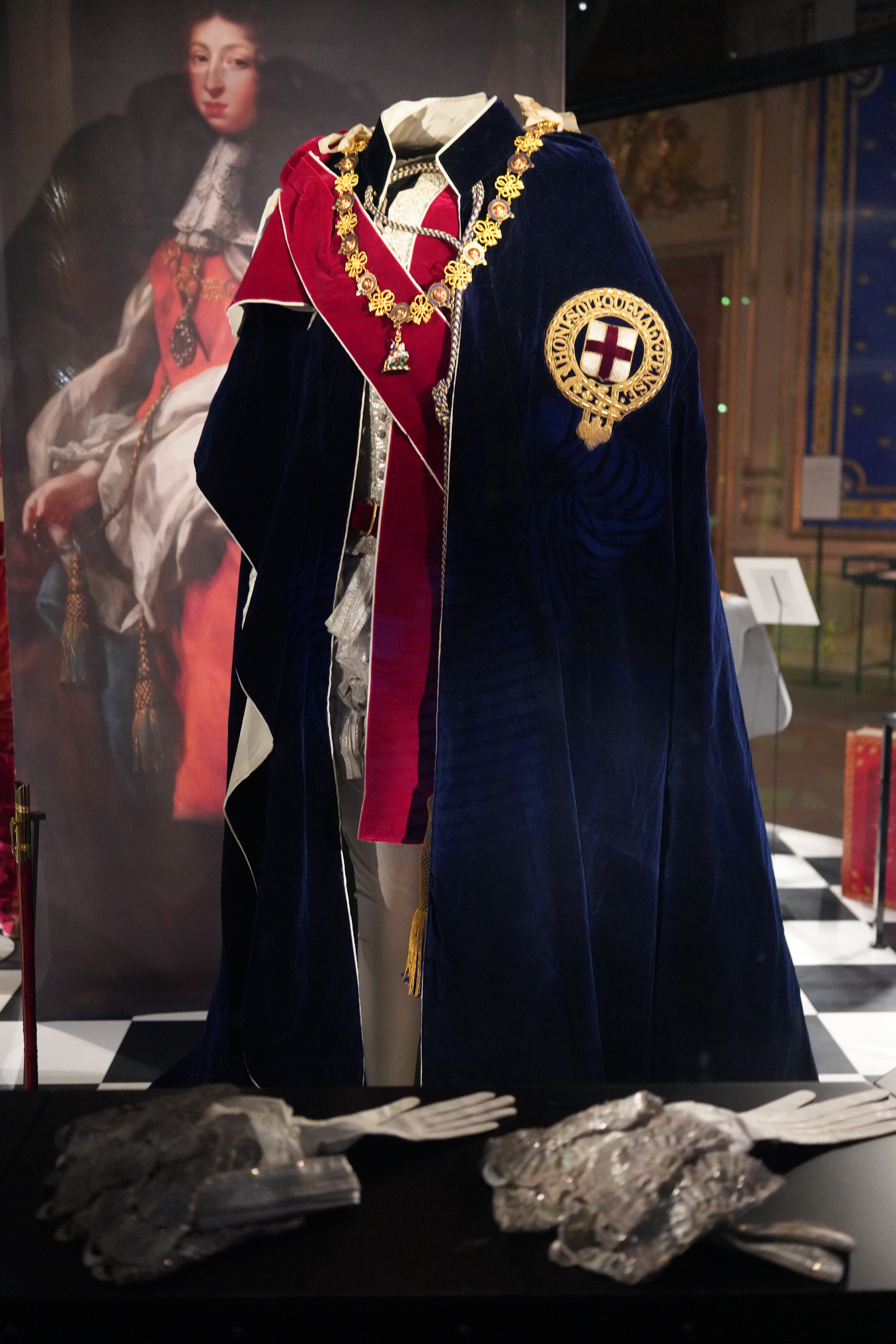
Vesti da Cavaliere
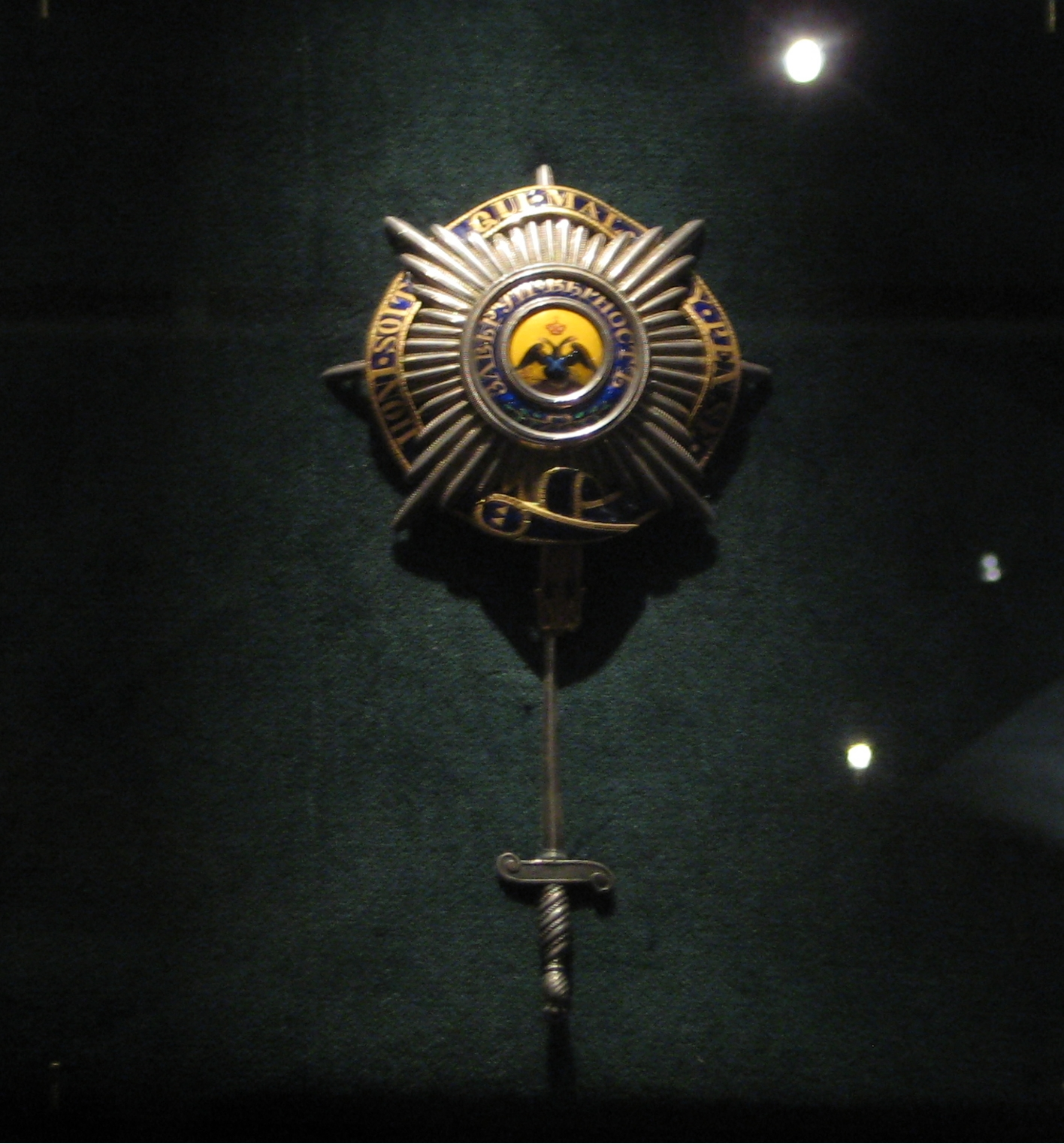
L'Ordine di S.Andrea con la Giarettiera
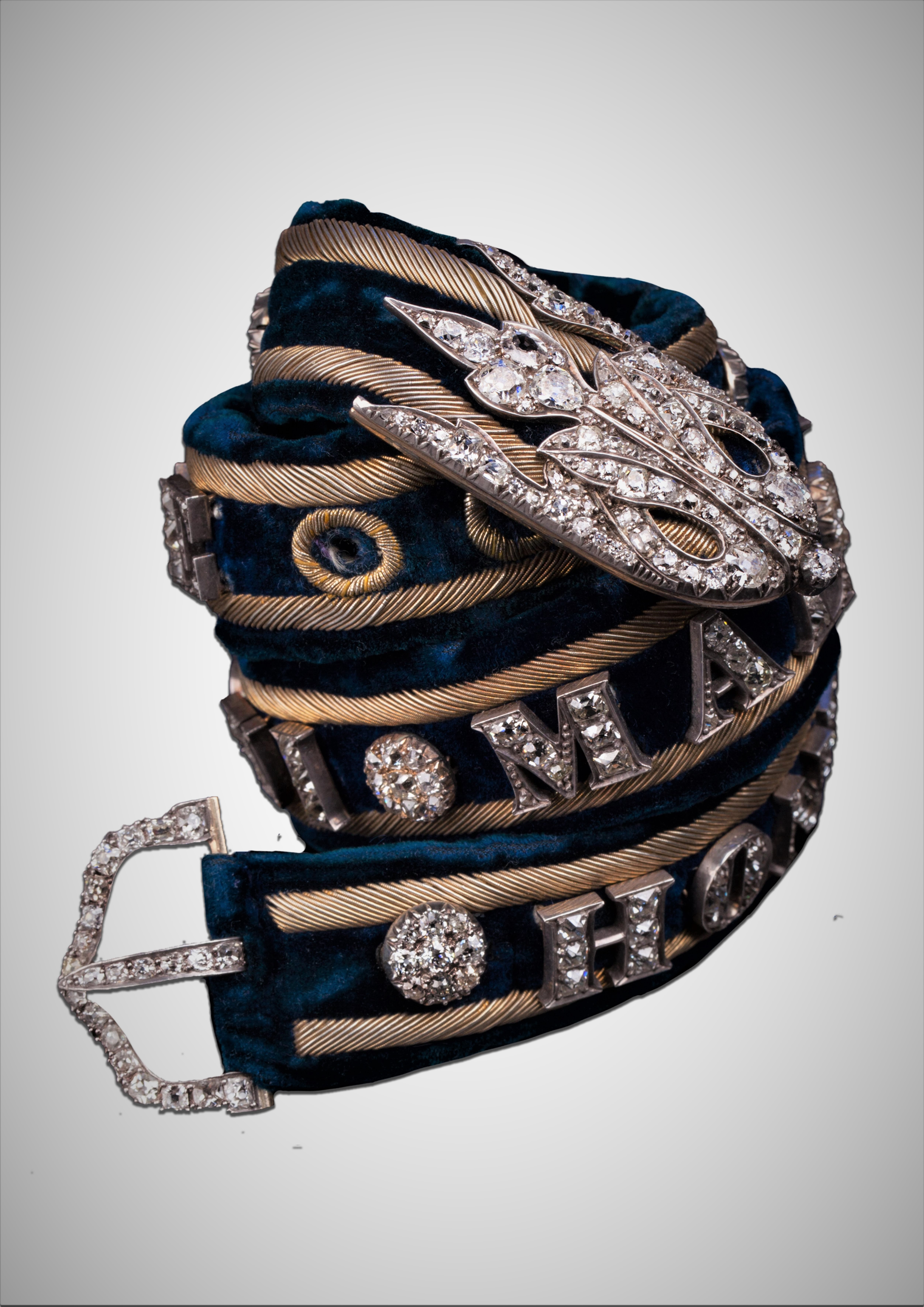
La giarettiera
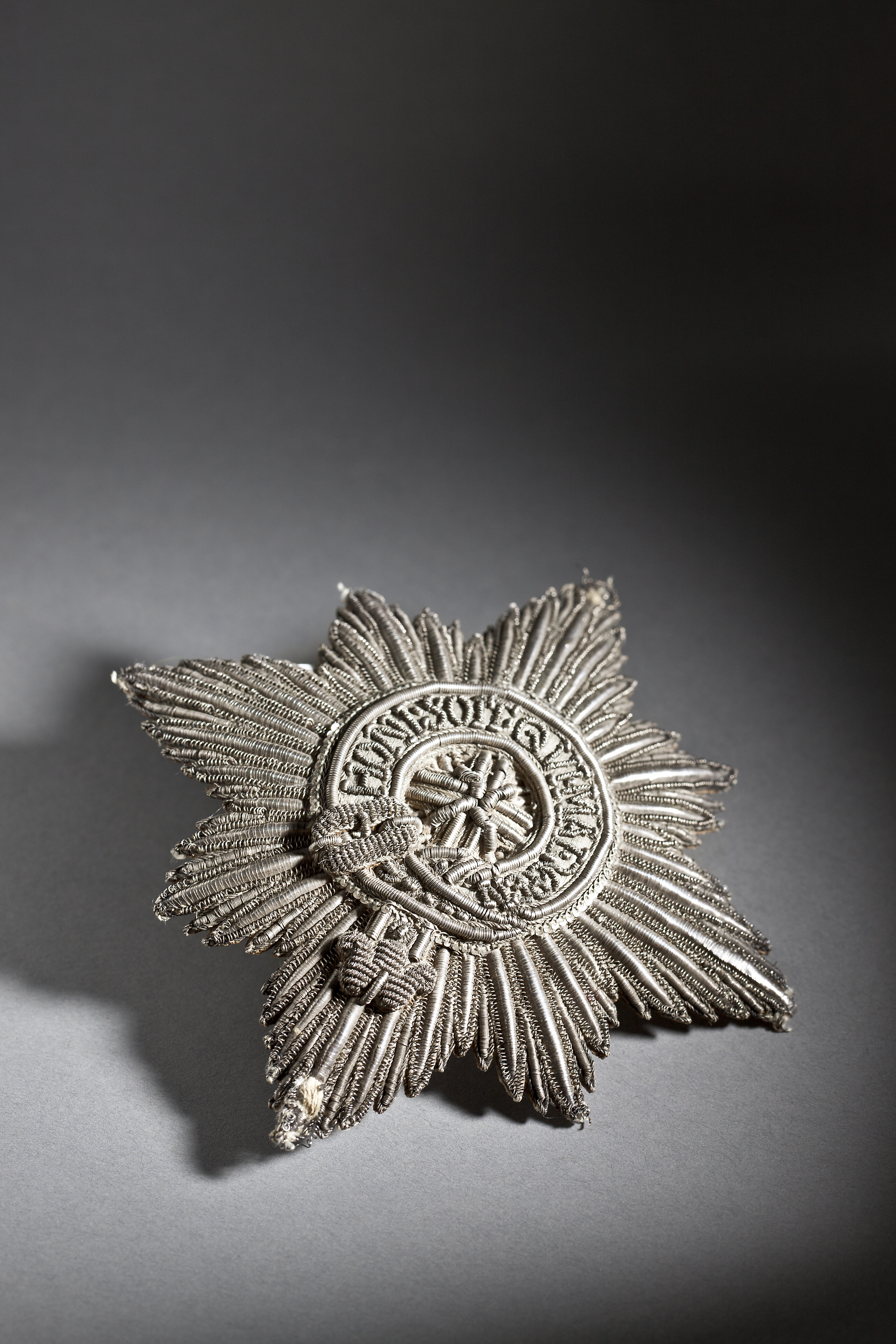
Placca dell'Ordine
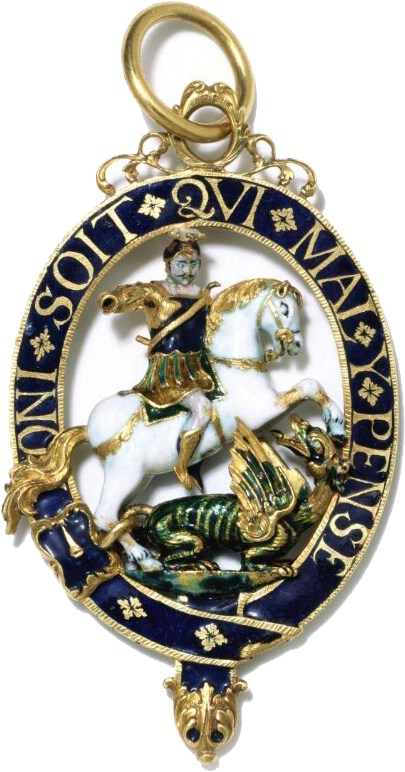
Lesser George
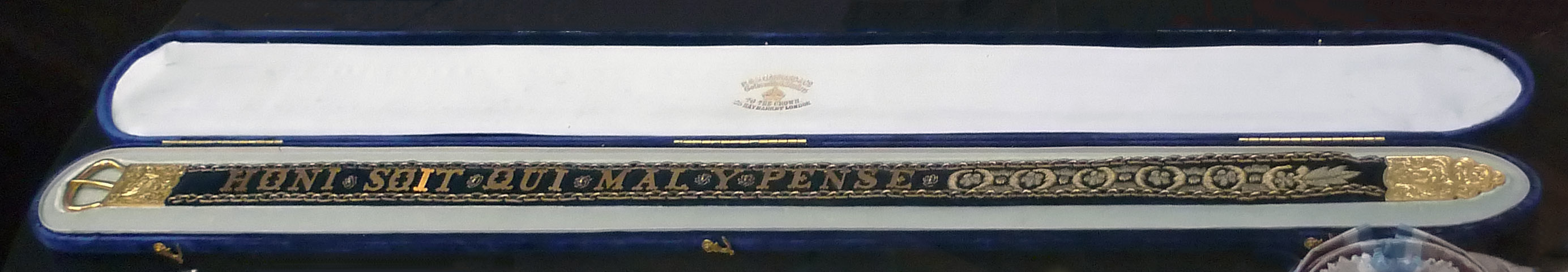
La Giarettiera appartenuta a Franz Josef d'Austria
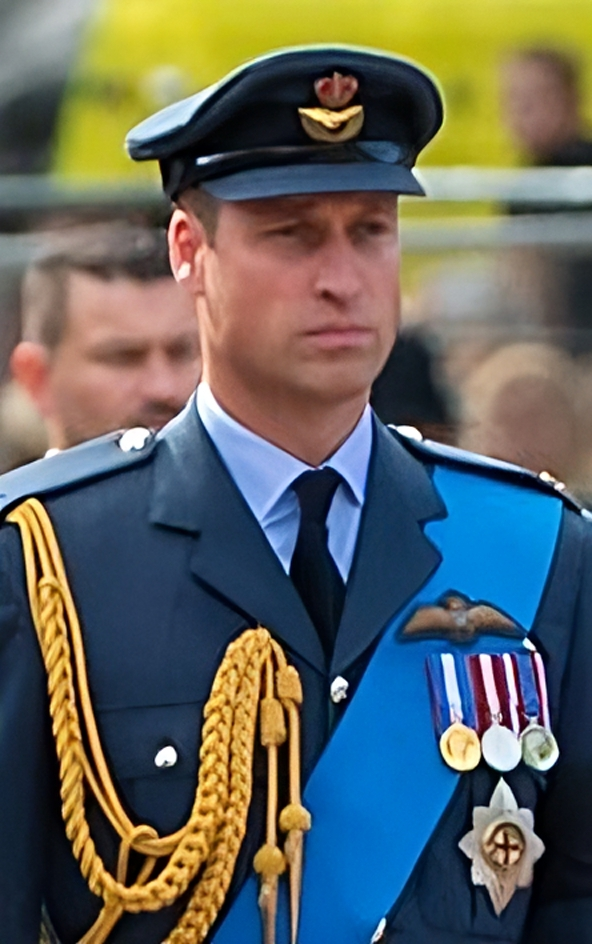
Principe di Galles con le insegne dell'Ordine

### Sovrani e nobili britannici con le vesti cerimoniali dell'Ordine

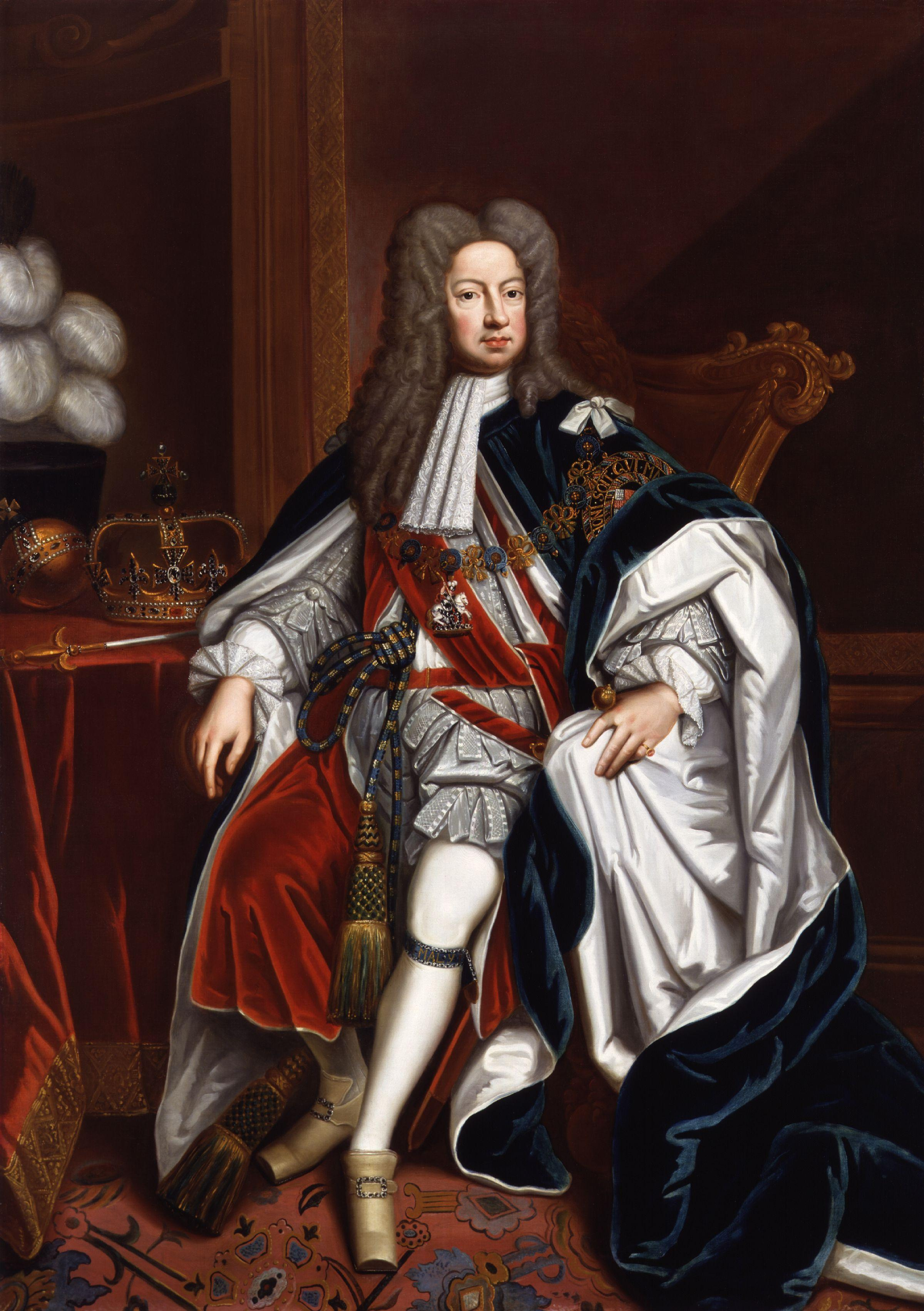
Giorgio I (1714 - 1727)
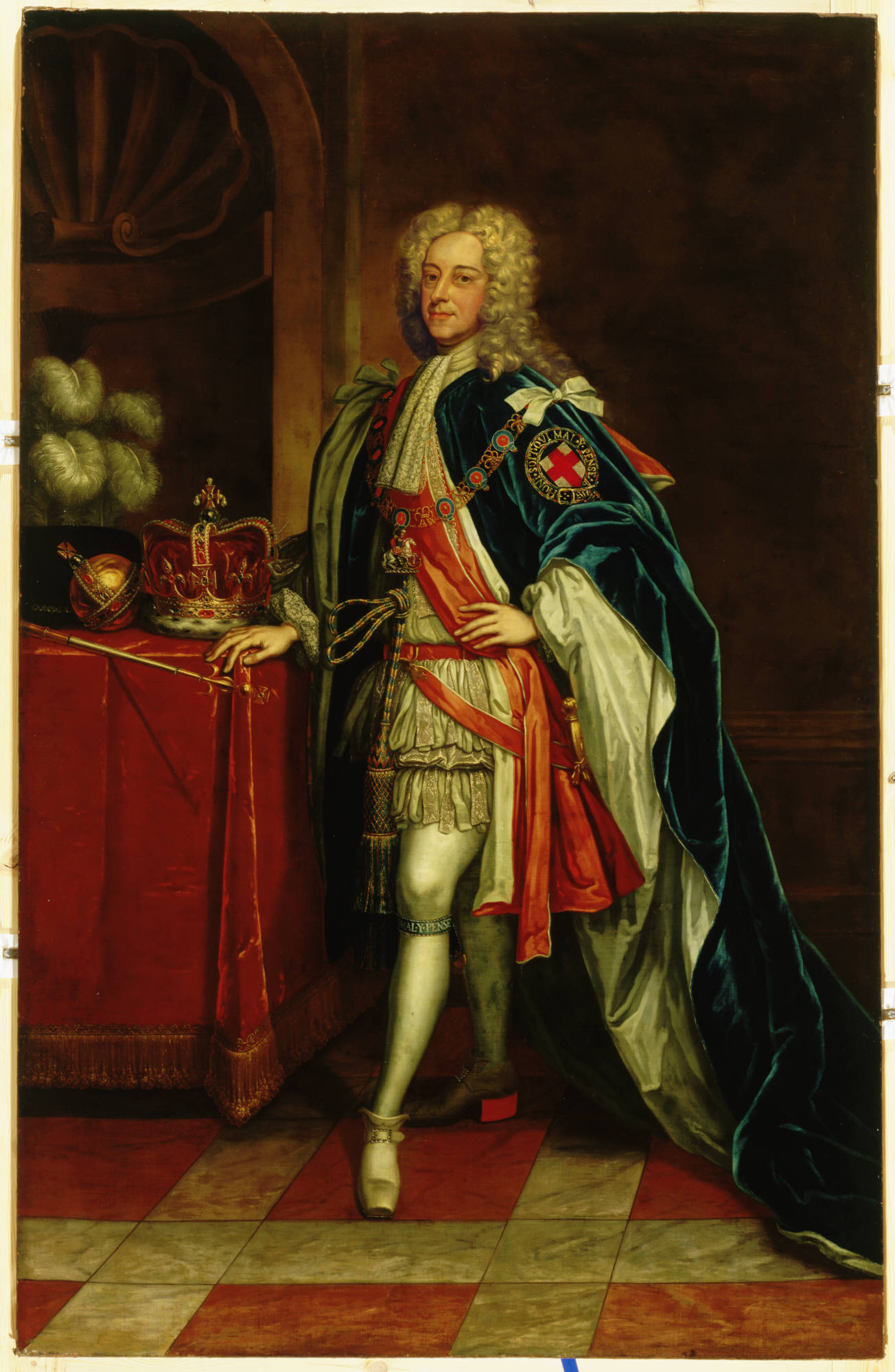
Giorgio II (1727 - 1760)
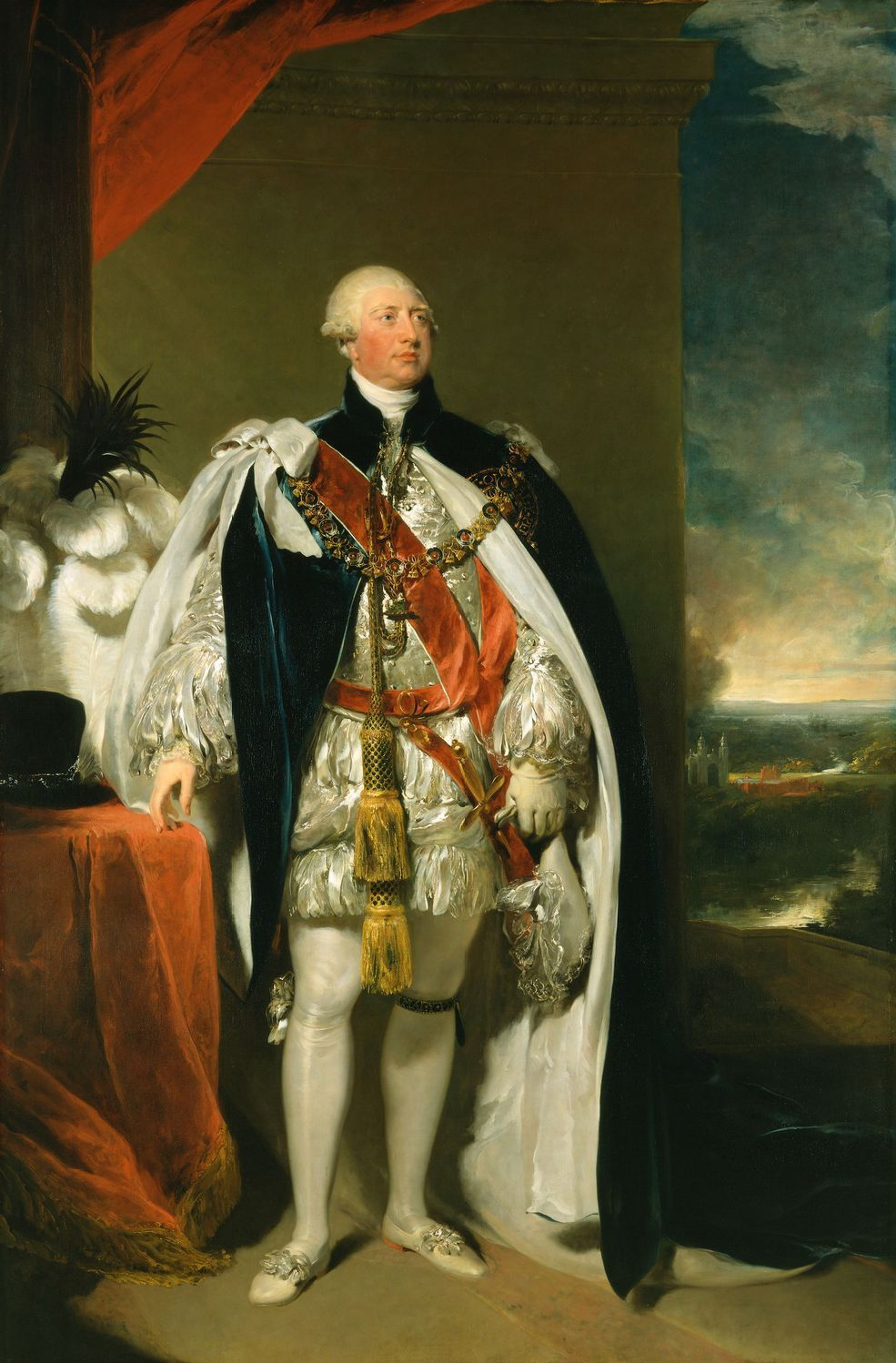
Giorgio III (1760 - 1820)
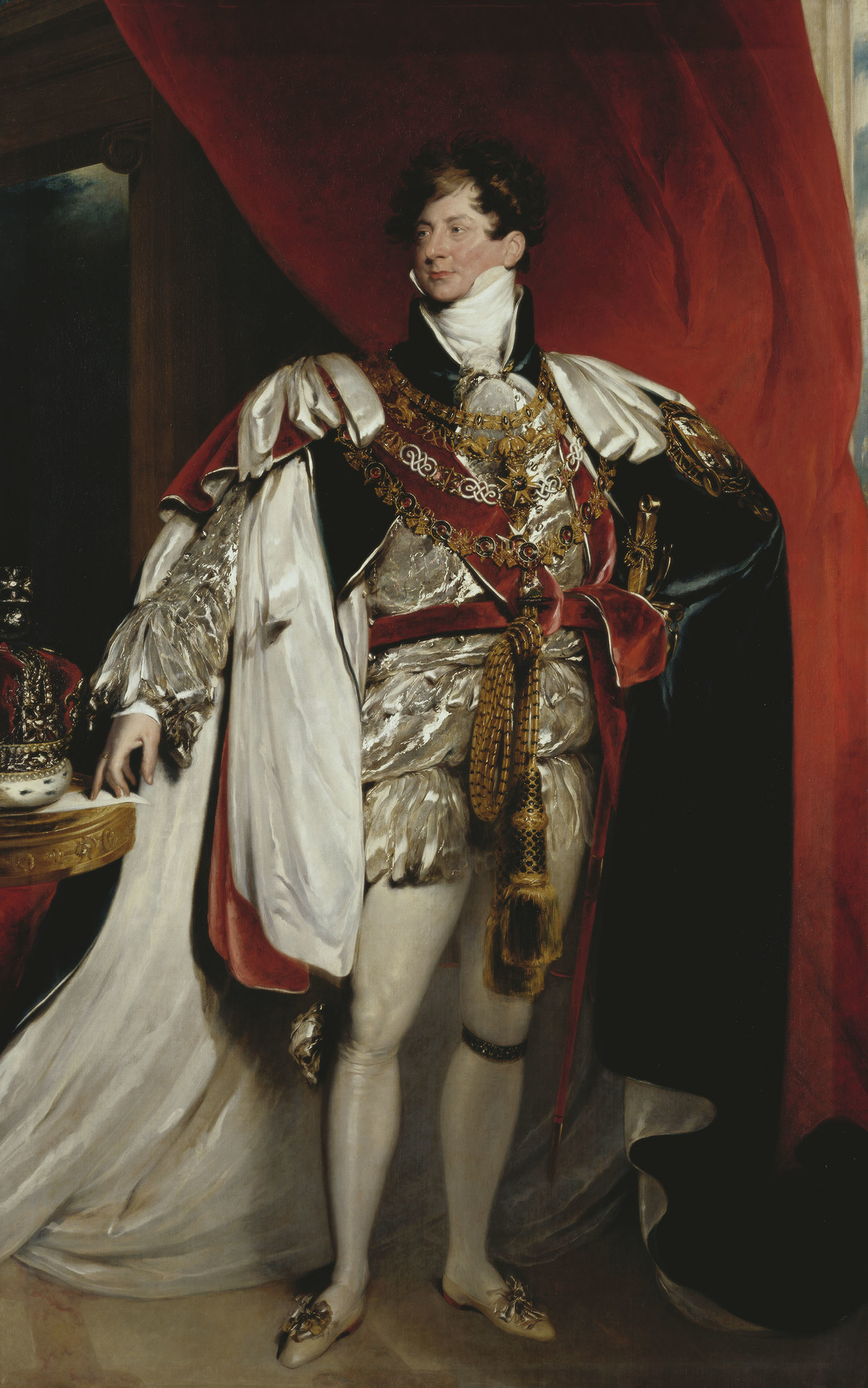
Giorgio IV (1820 - 1830)
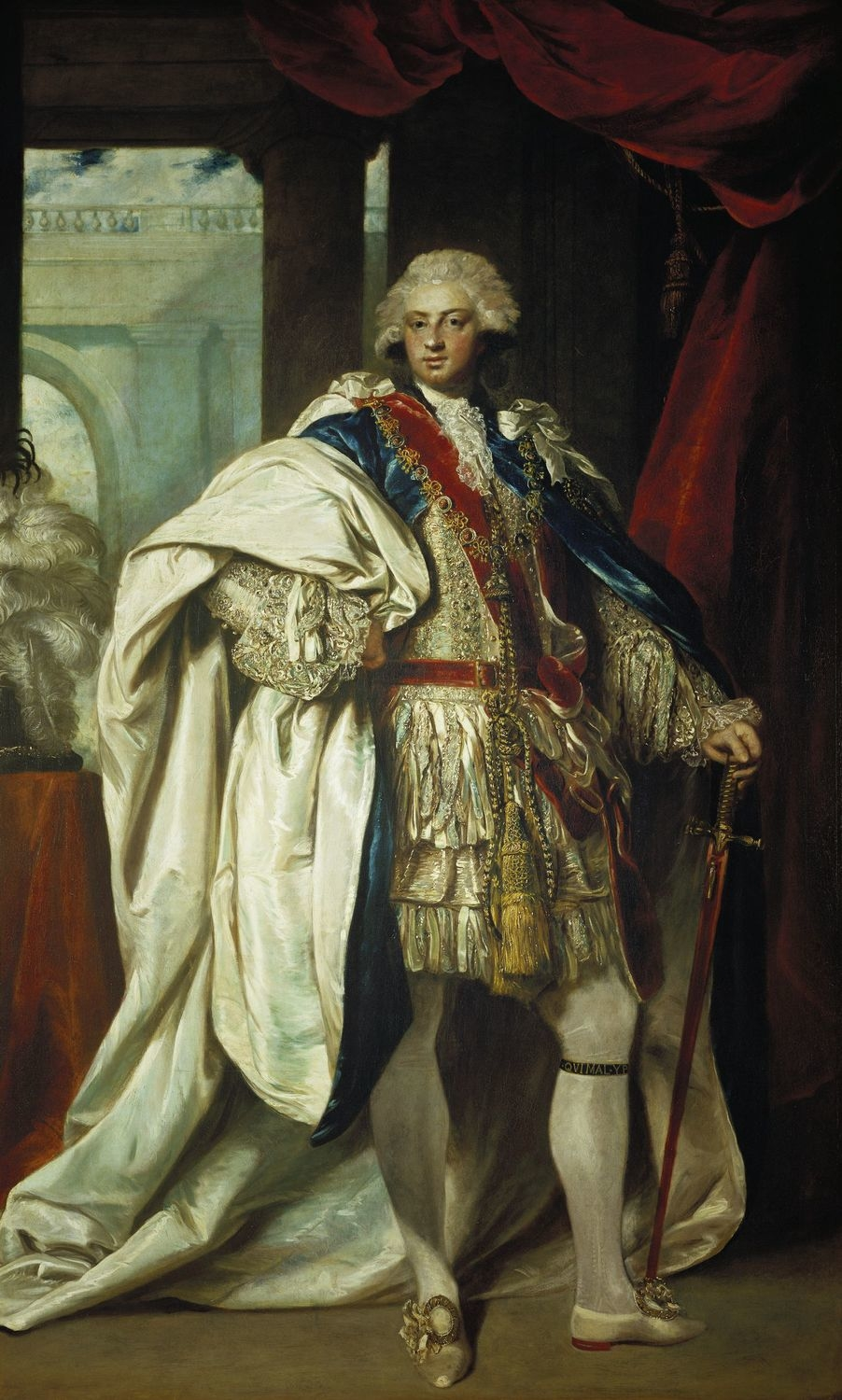
Federico Augusto, Duca di York (1784 - 1821)
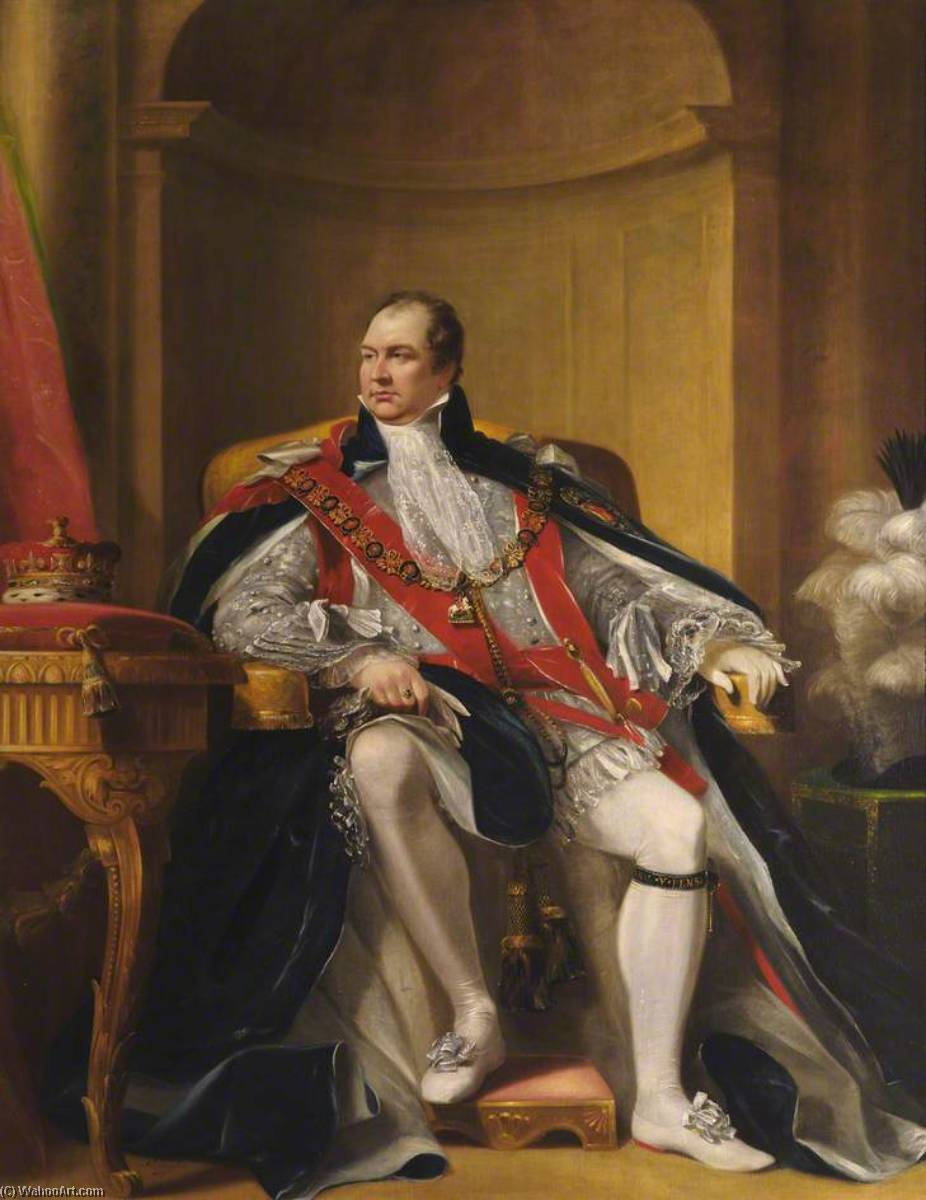
Augusto Federico di Hannover, Duca di Sussex (1801 - 1843)
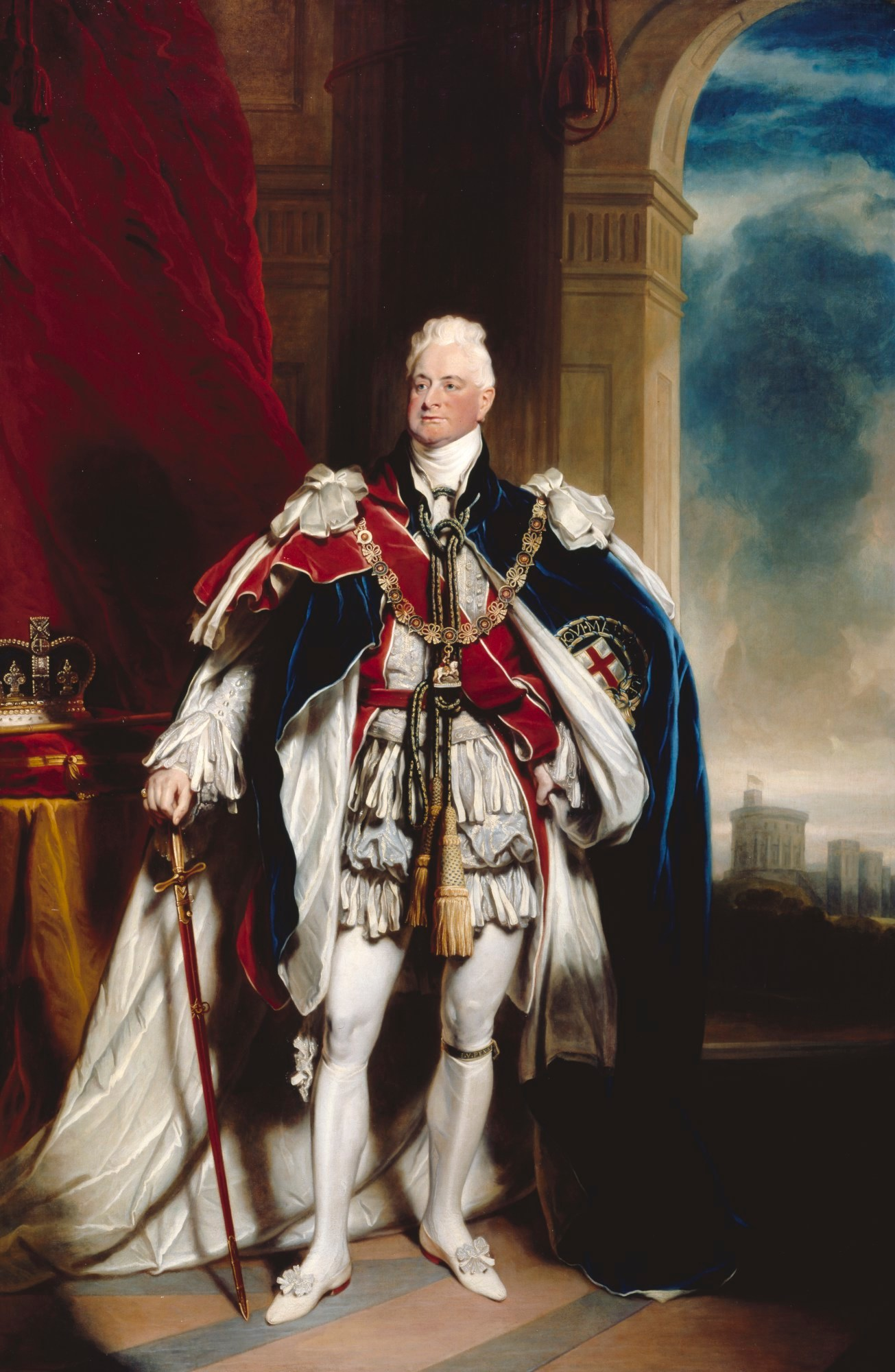
Guglielmo IV di Gran Bretagna (1830 - 1837)
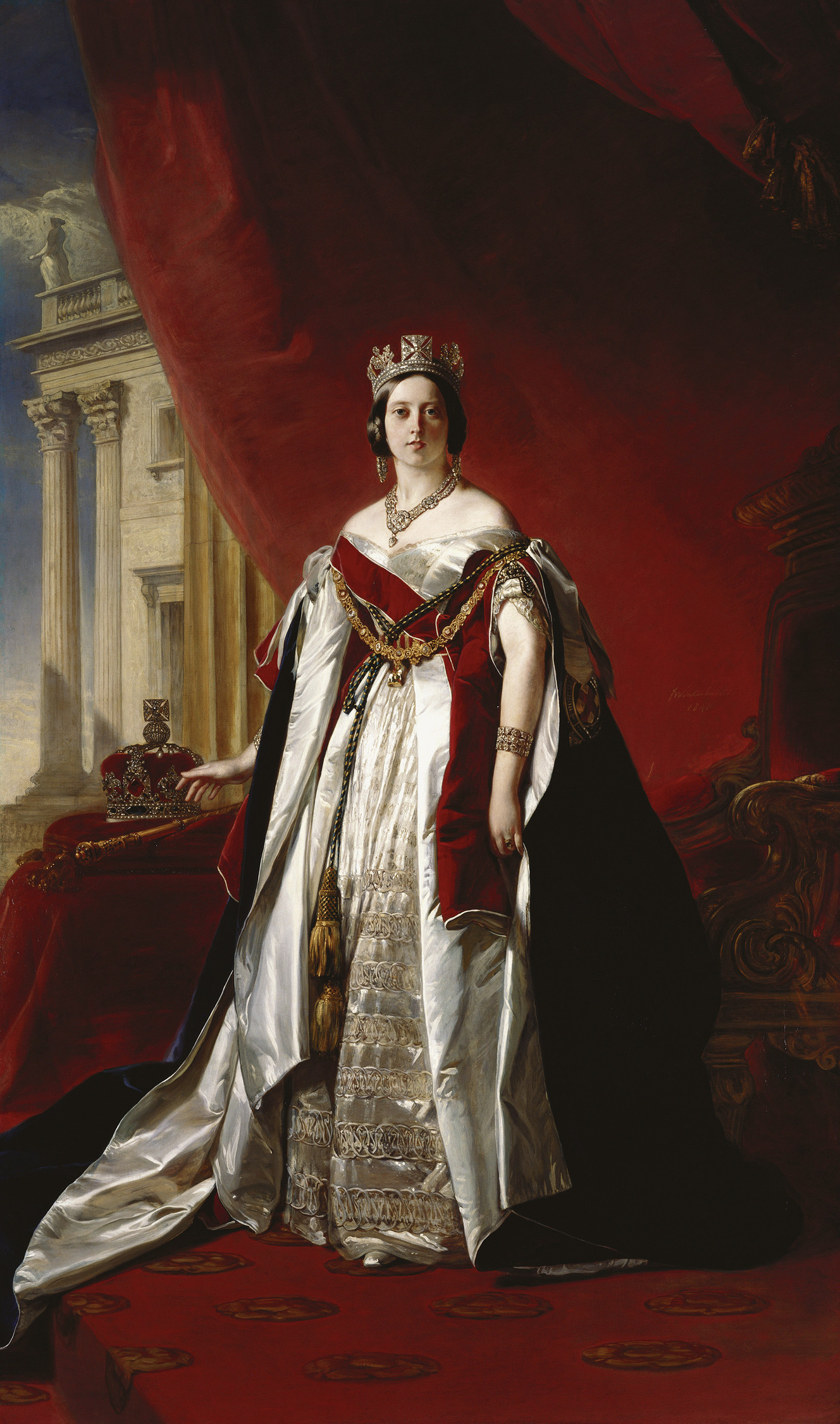
Vittoria (1837 - 1901)
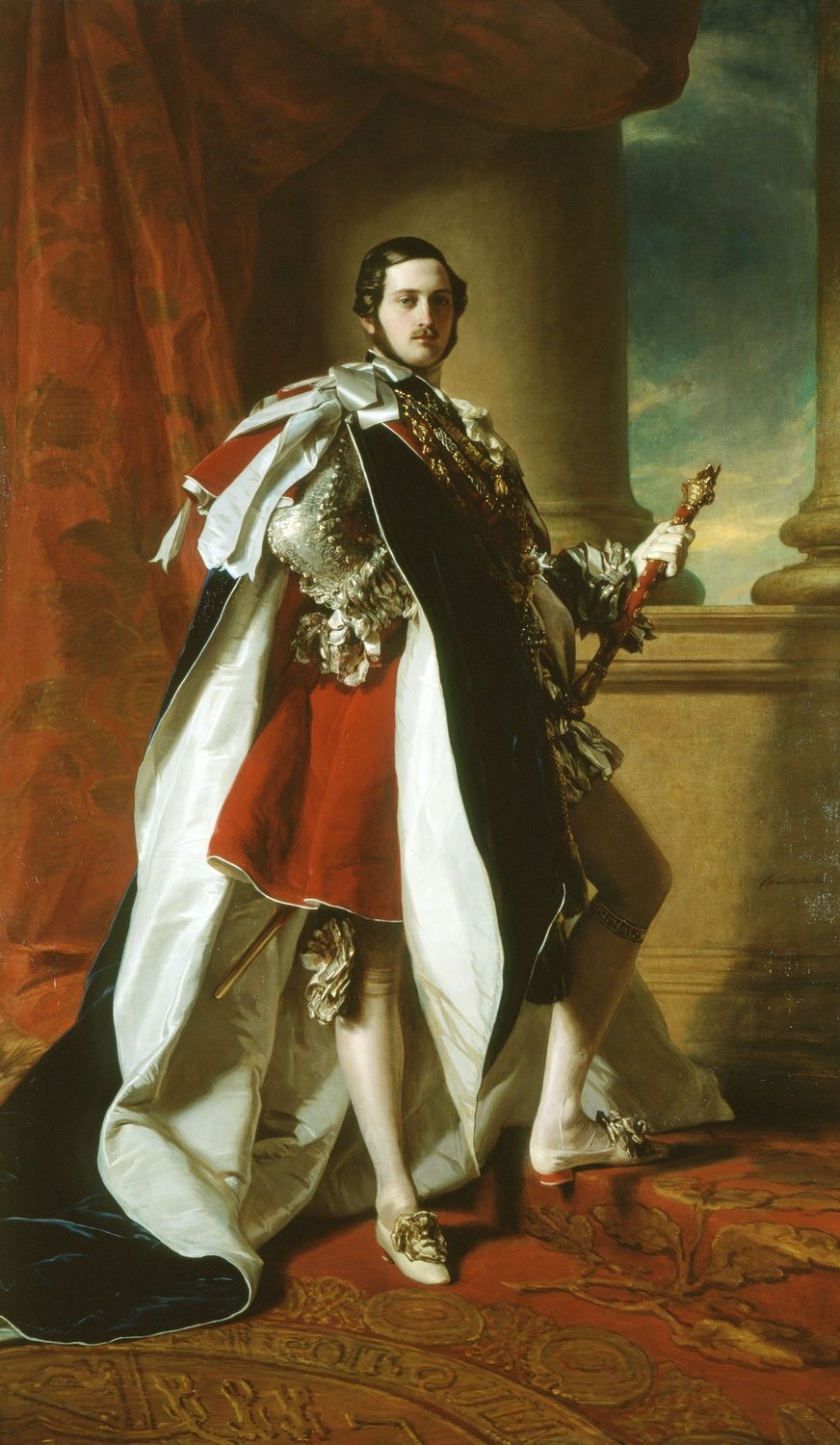
Alberto, Principe consorte (1840 - 1861)
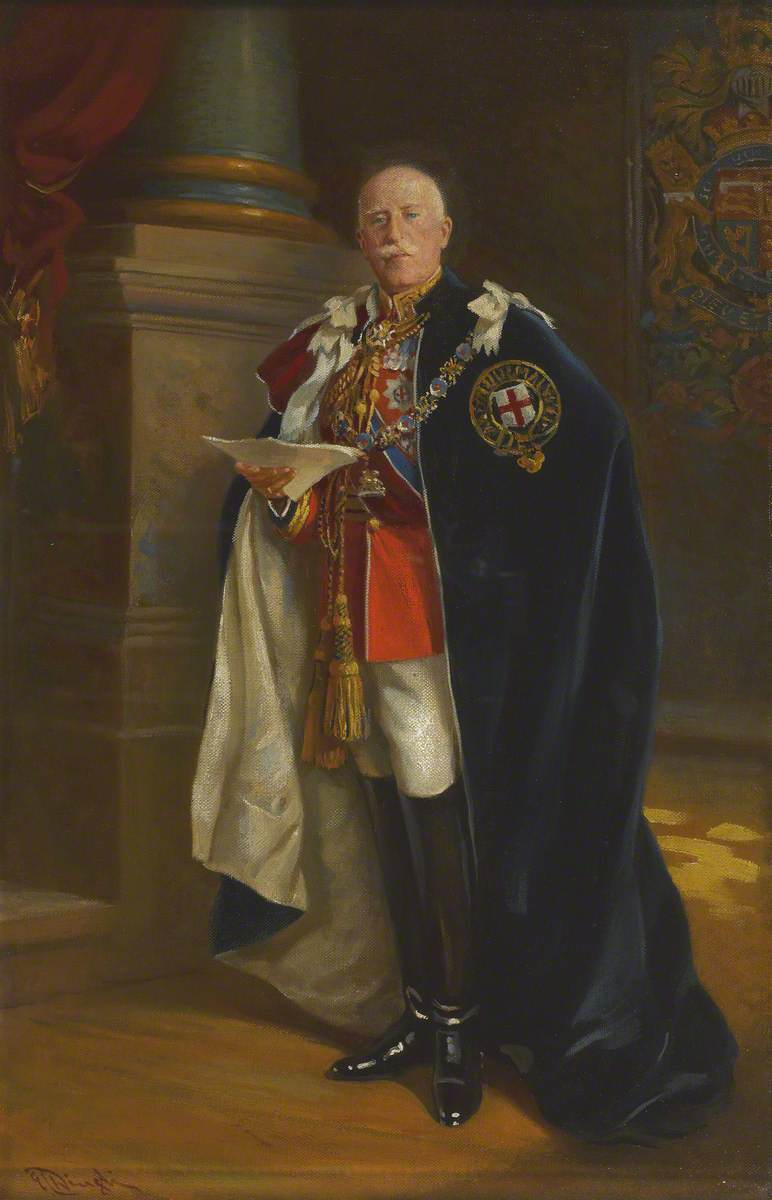
Principe Arturo, Duca di Connought e Strathearn  (1874 - 1942)
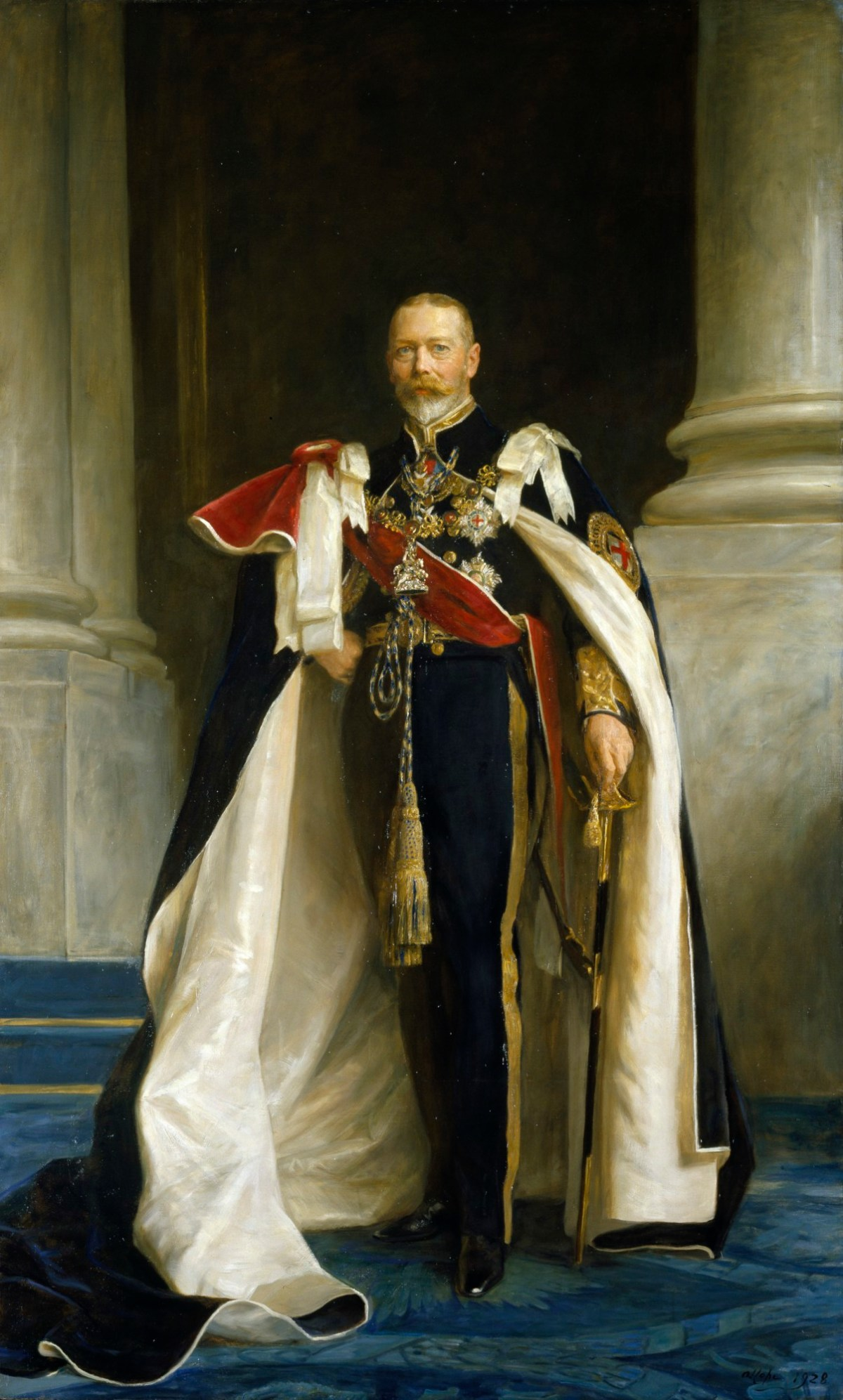
Giorgio V (1910 - 1936)
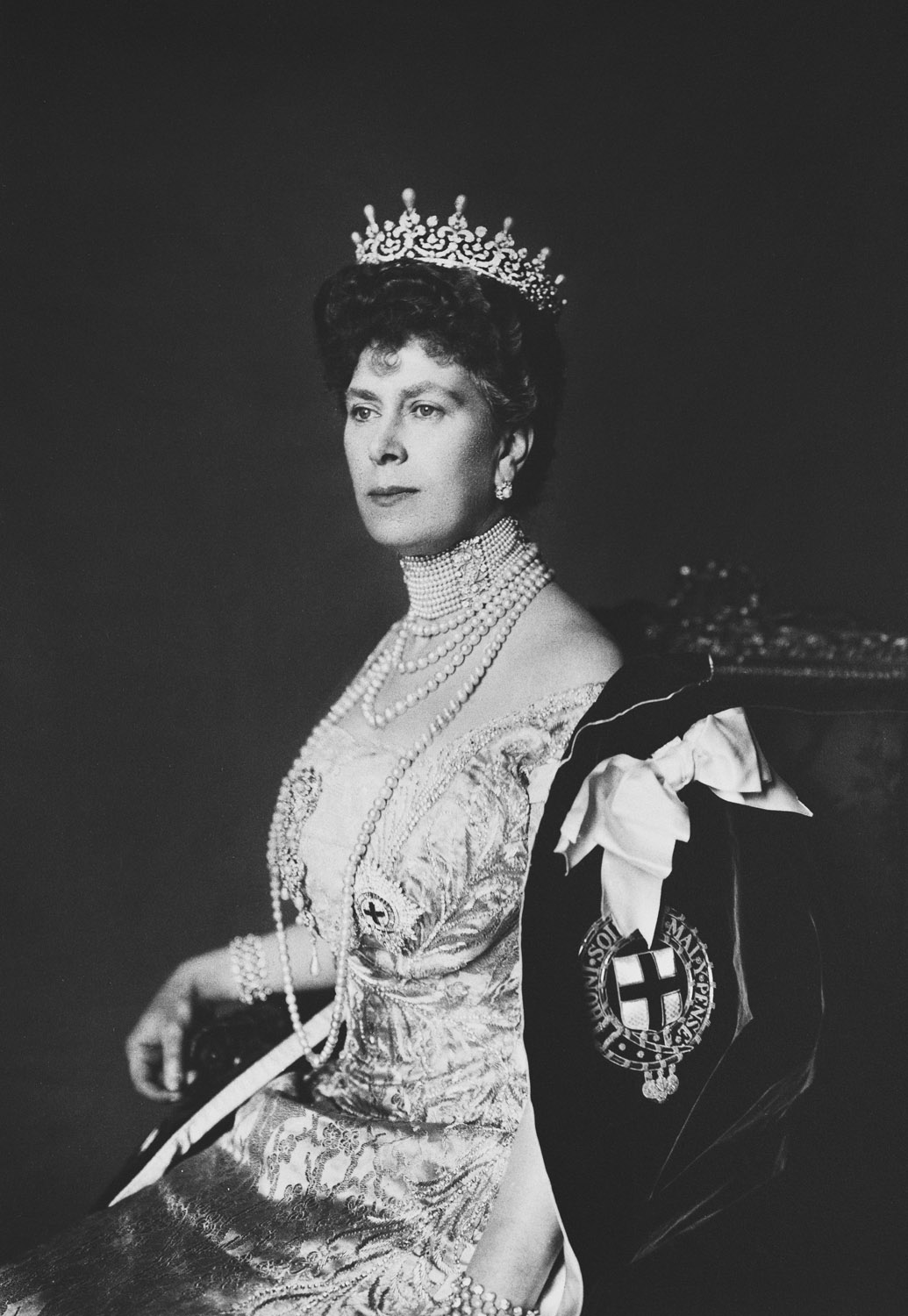
Mary di Teck (1910 - 1936)
Edoardo VIII (1936)
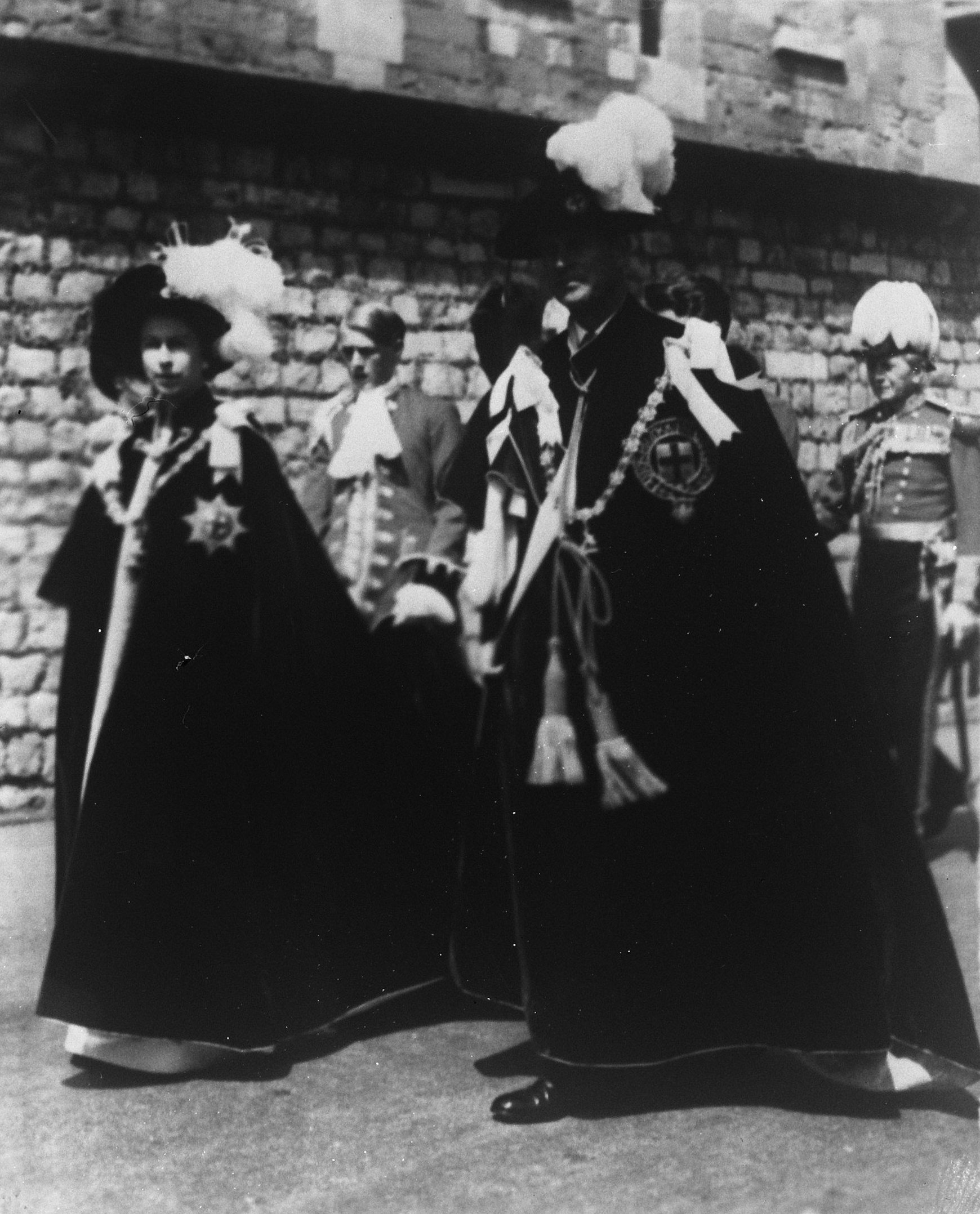
Elisabetta II (1952 - 2022) e Filippo di Edimburgo
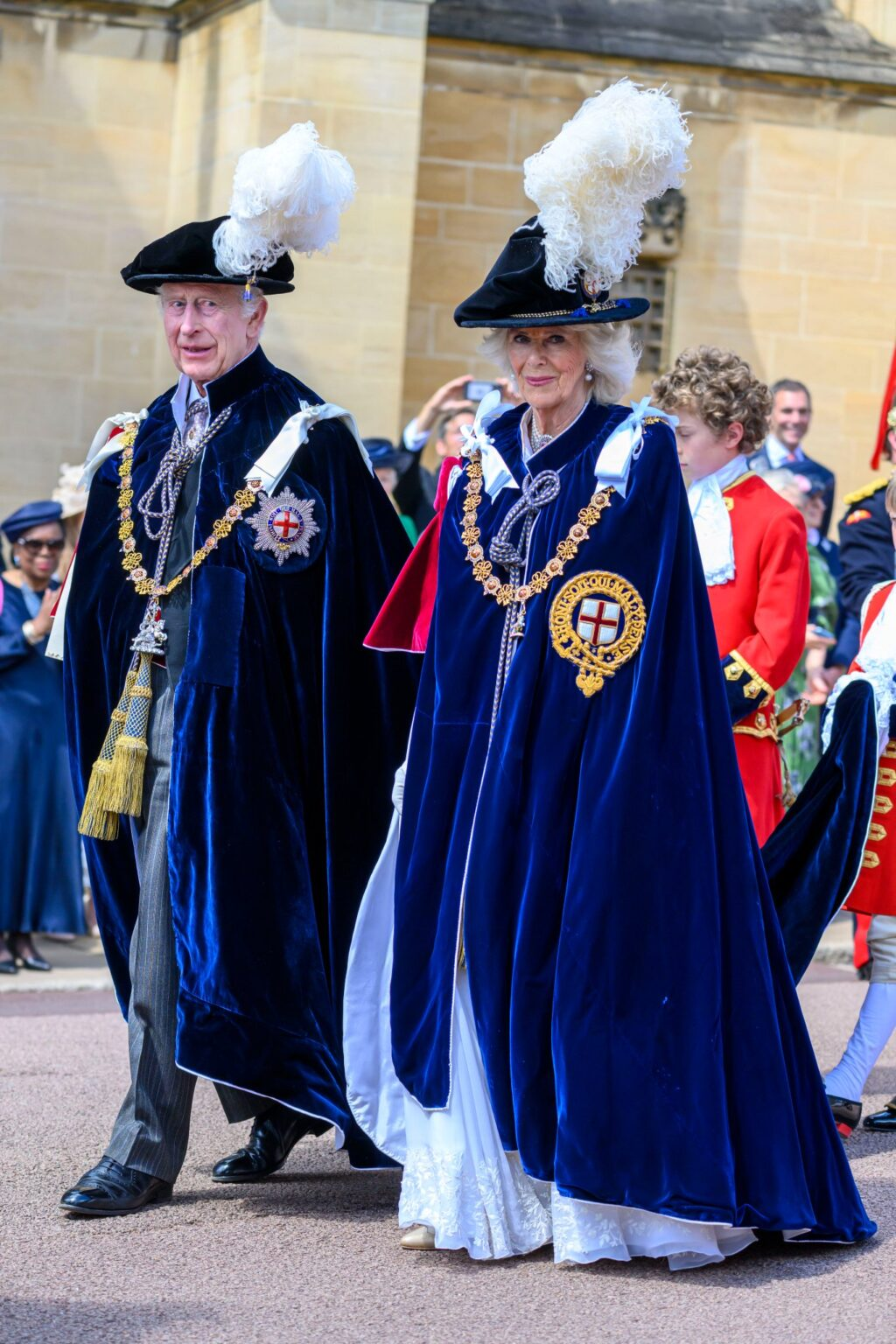
Carlo III (dal 2022) e Camilla Shand

### Sovrani e nobili stranieri con le insegne dell'Ordine

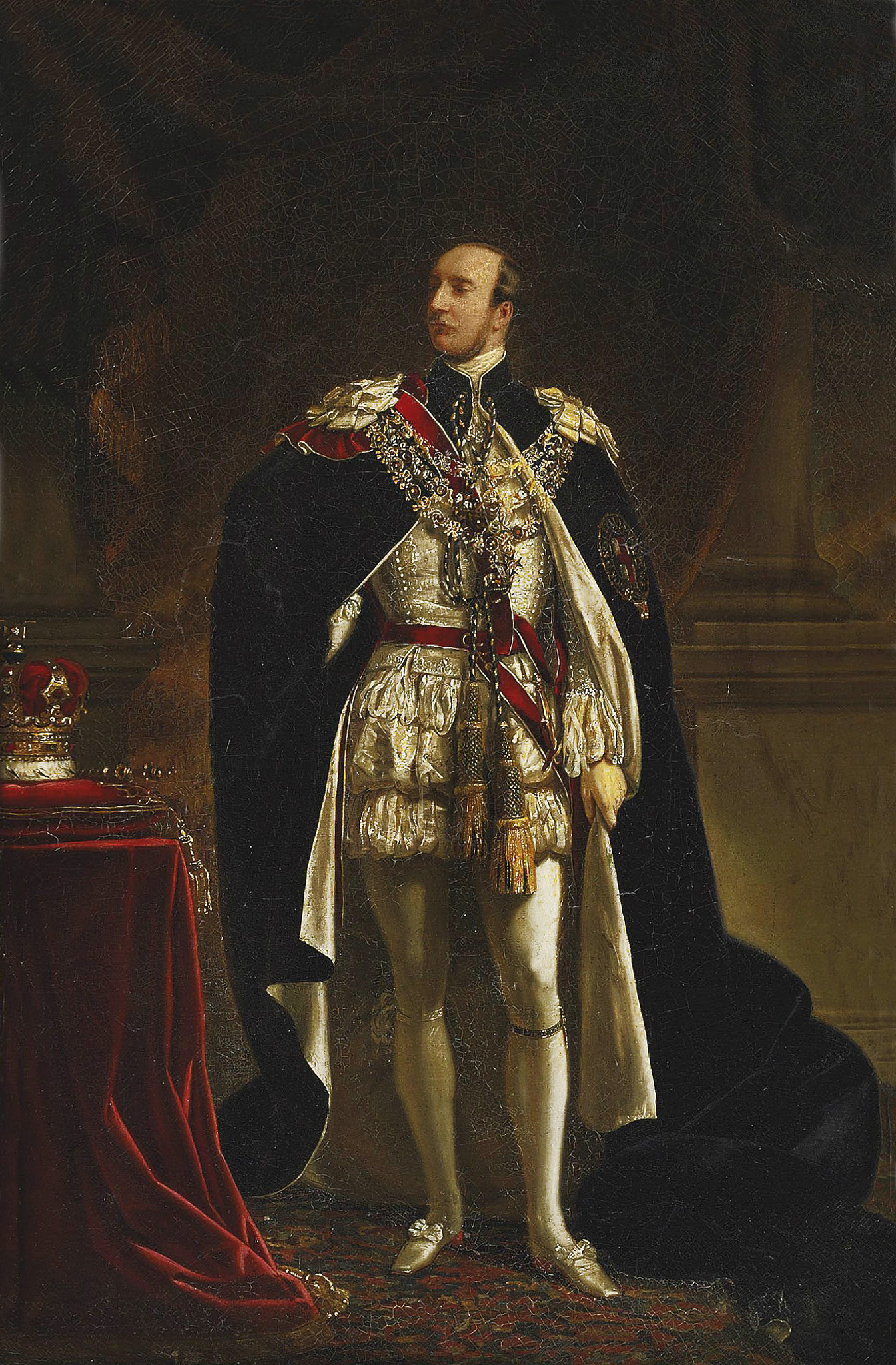
Giorgio V, Re di Hannover (1851 - 1866)
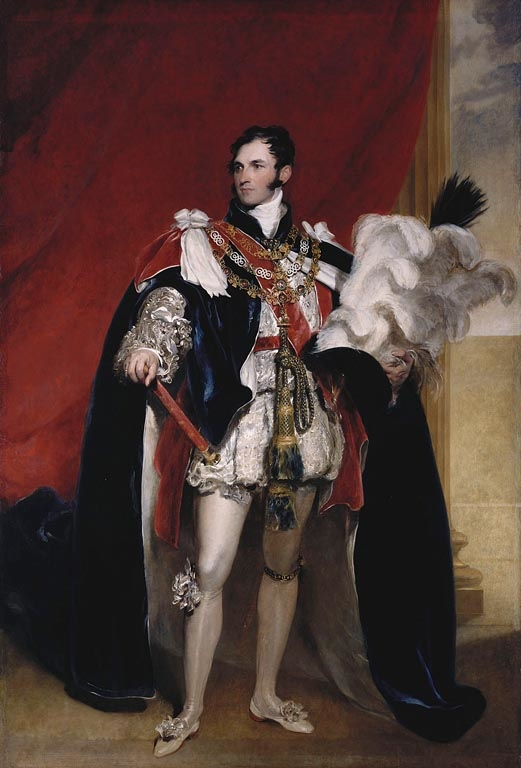
Leopoldo I del Belgio        (1830 - 1865)
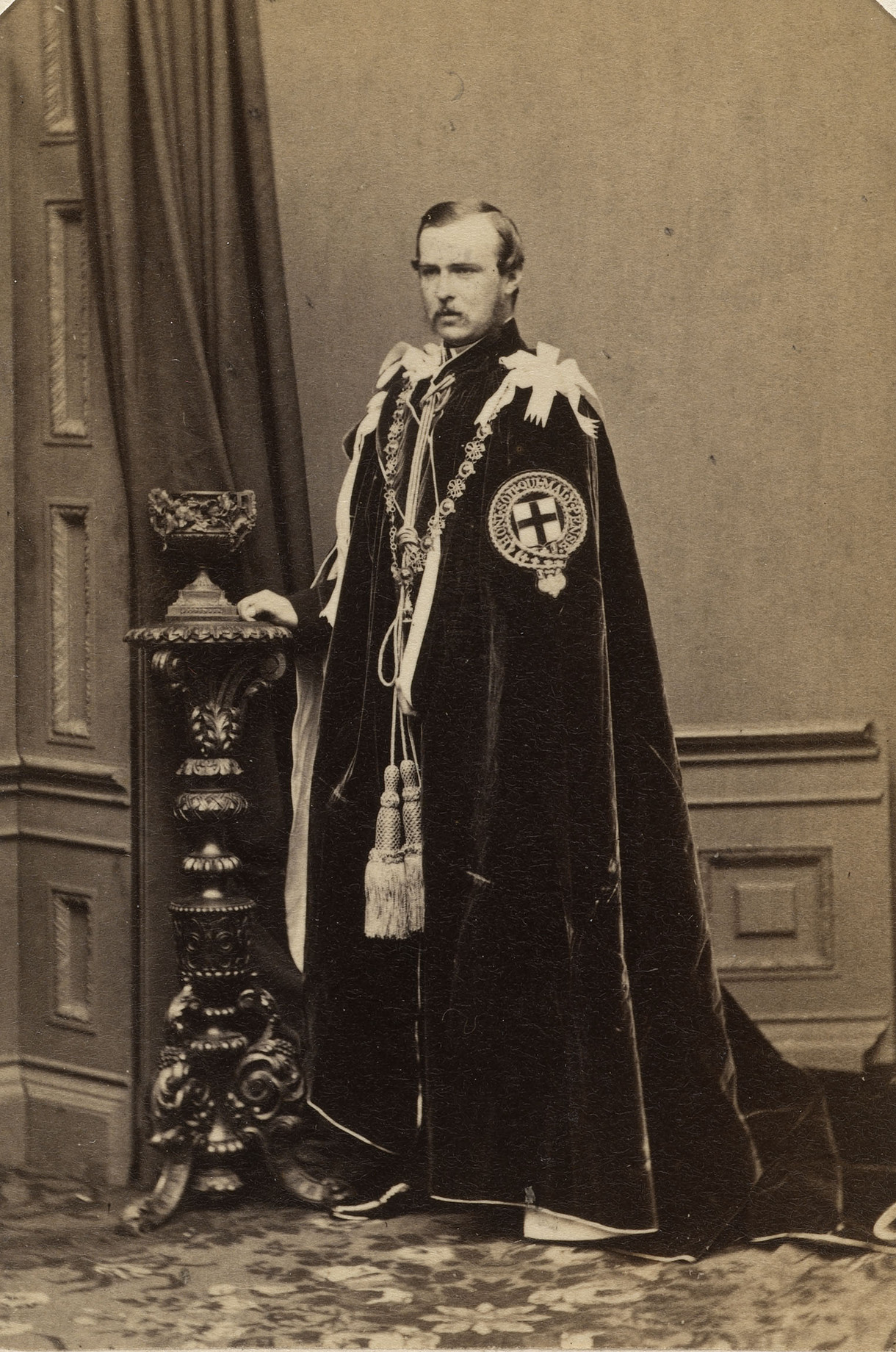
Granduca Luigi IV d'Assia (1877 - 1892)
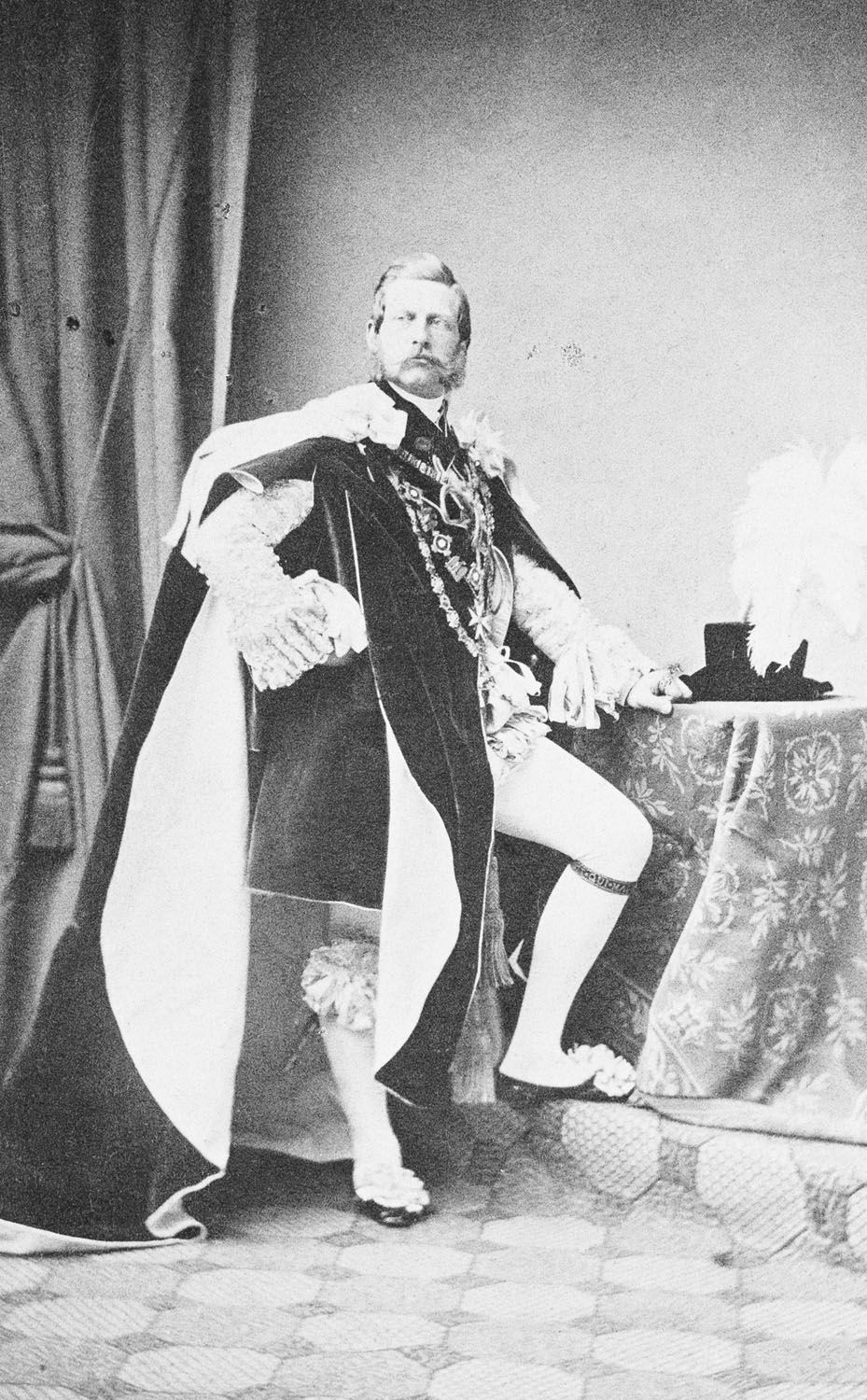
Federico III, Imperatore di Germania (1888)
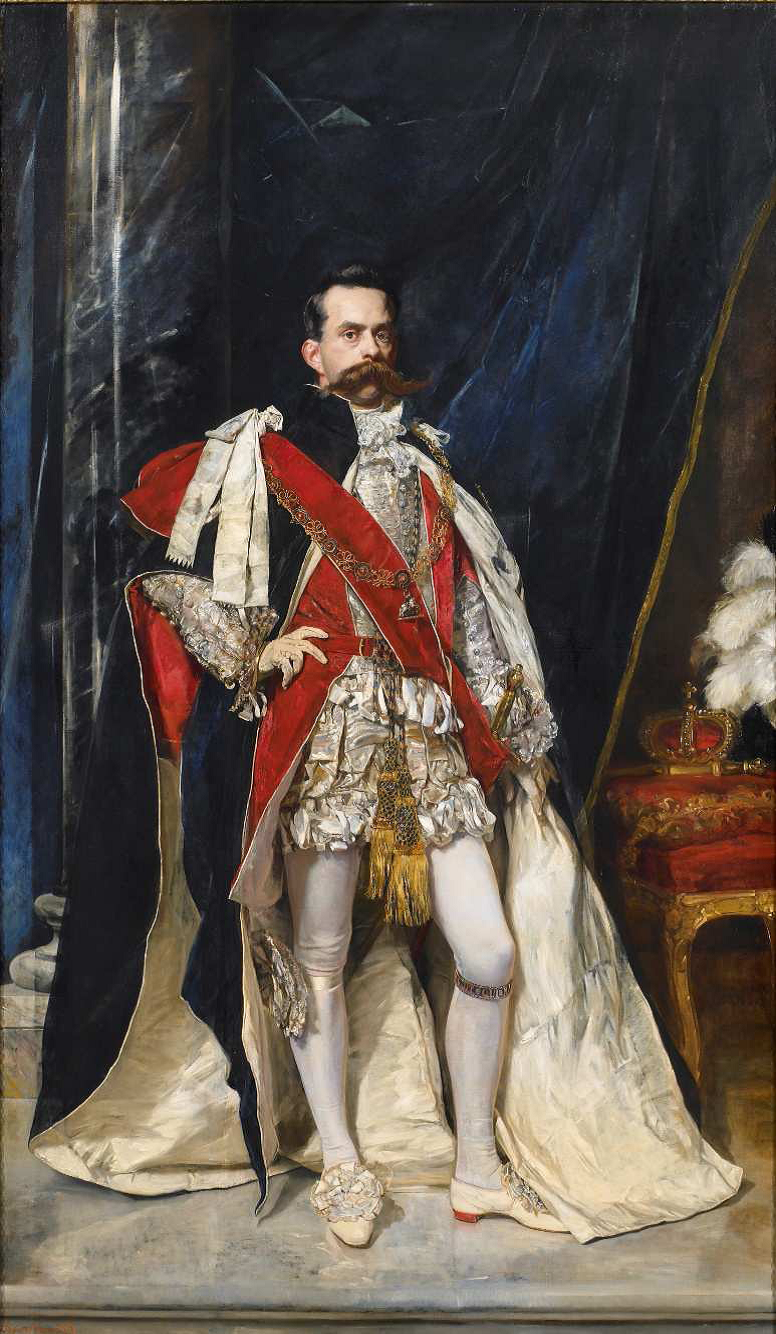
Umberto I di Savoia           (1878 - 1900)
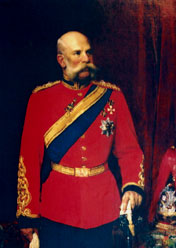
Imperatore Francesco Giuseppe (1848 - 1916)
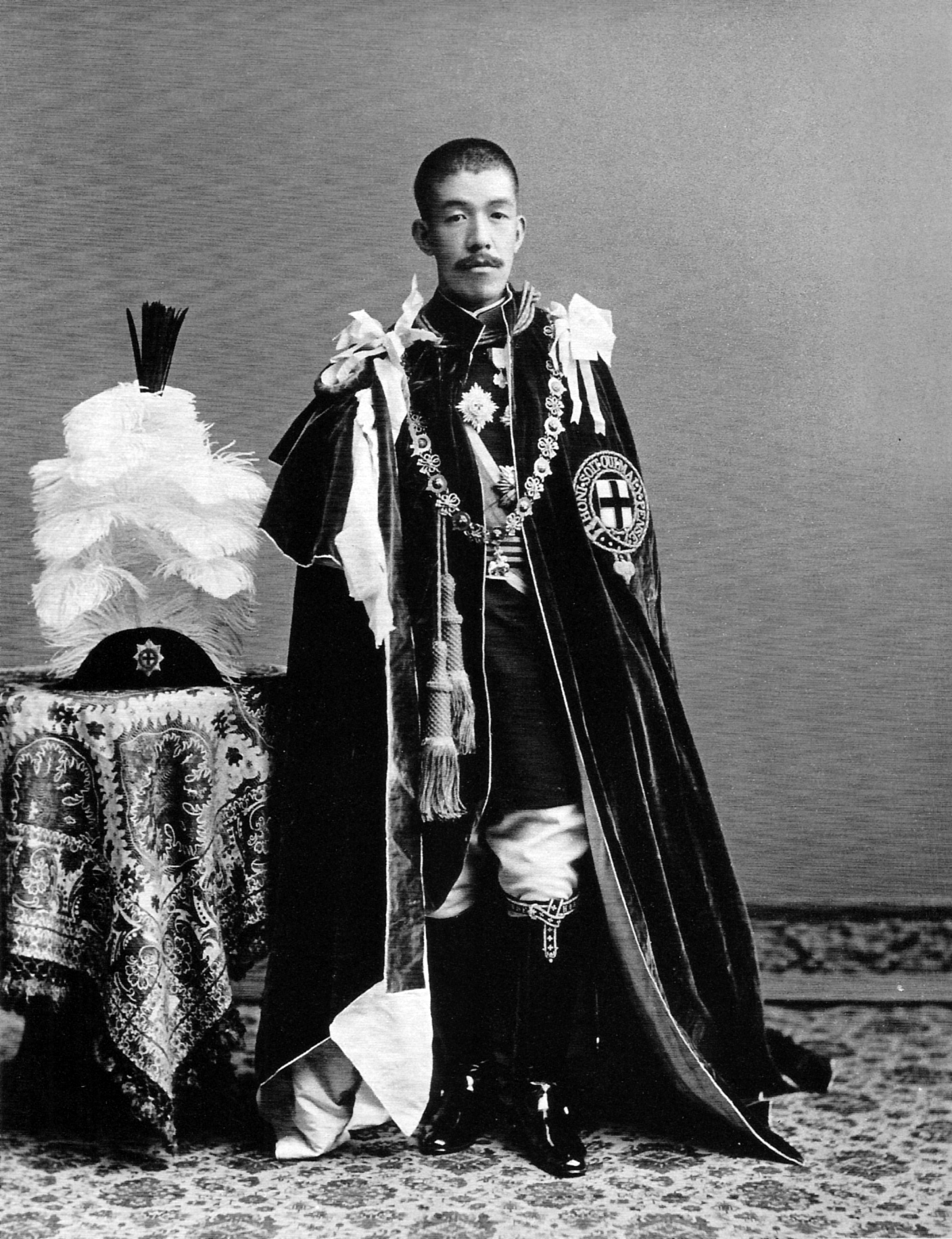
Imperatore Taisho del Giappone (1912 - 1926)
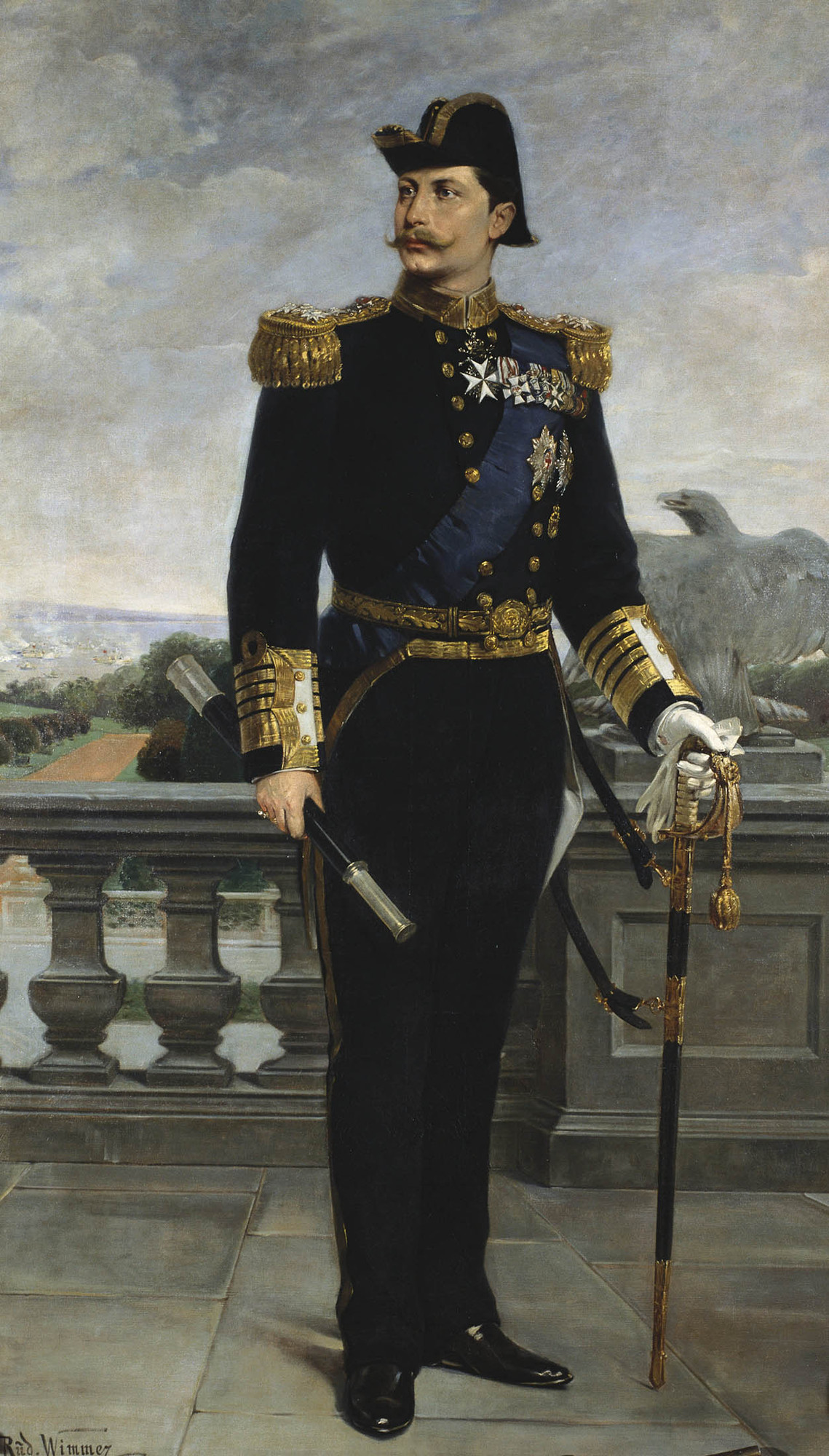
Kaiser Guglielmo II di Germania (1888 - 1918)
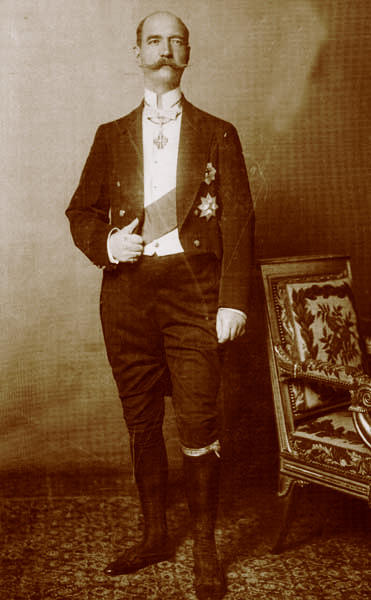
Giorgio I di Grecia                             (1863 - 1913)
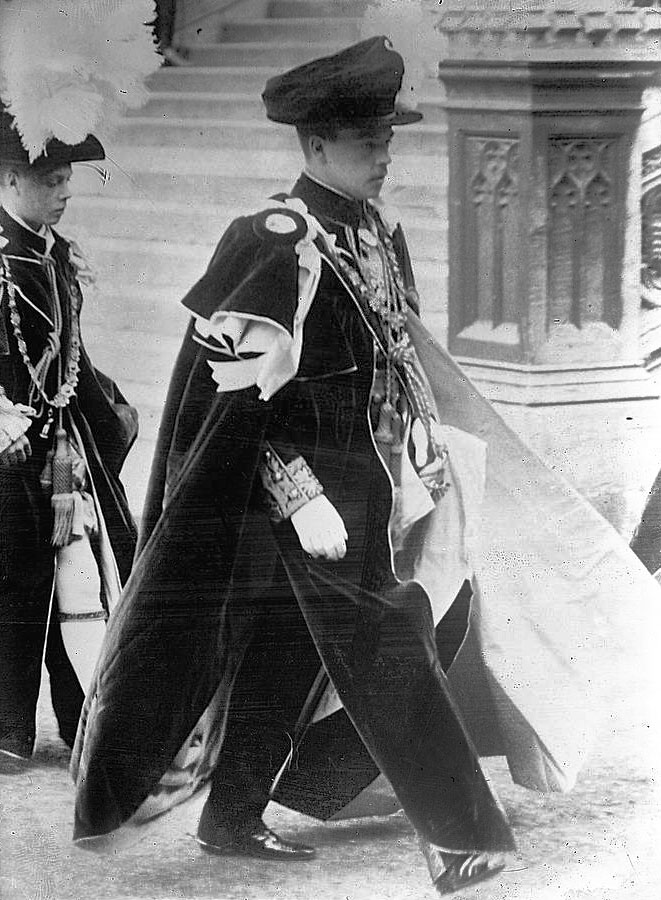
Manuele II, Re di Portogallo (1908 - 1911)
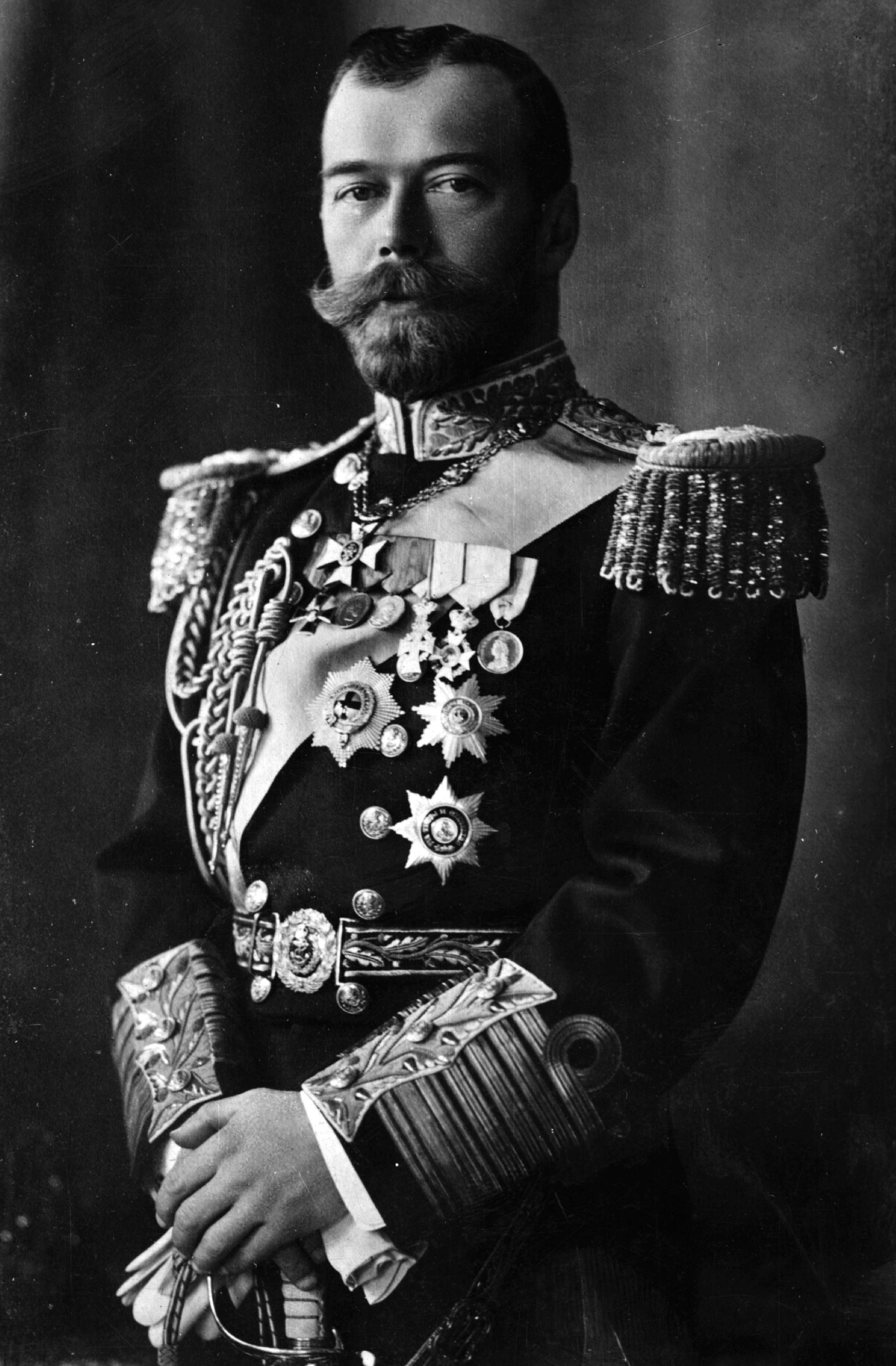
Zar Nicola II di Russia (1894 - 1917)
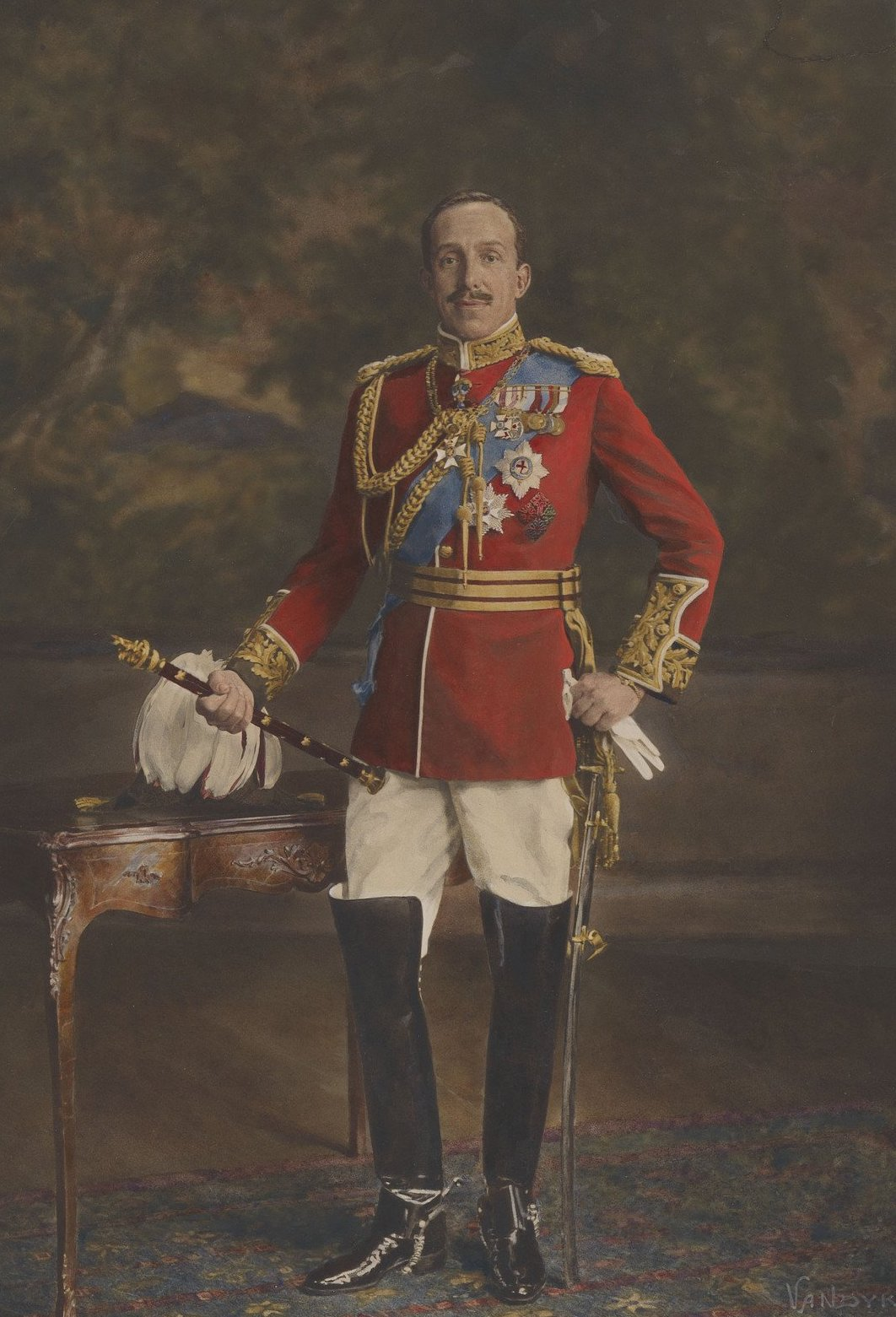
Alfonso XIII, Re di Spagna (1886 - 1931)
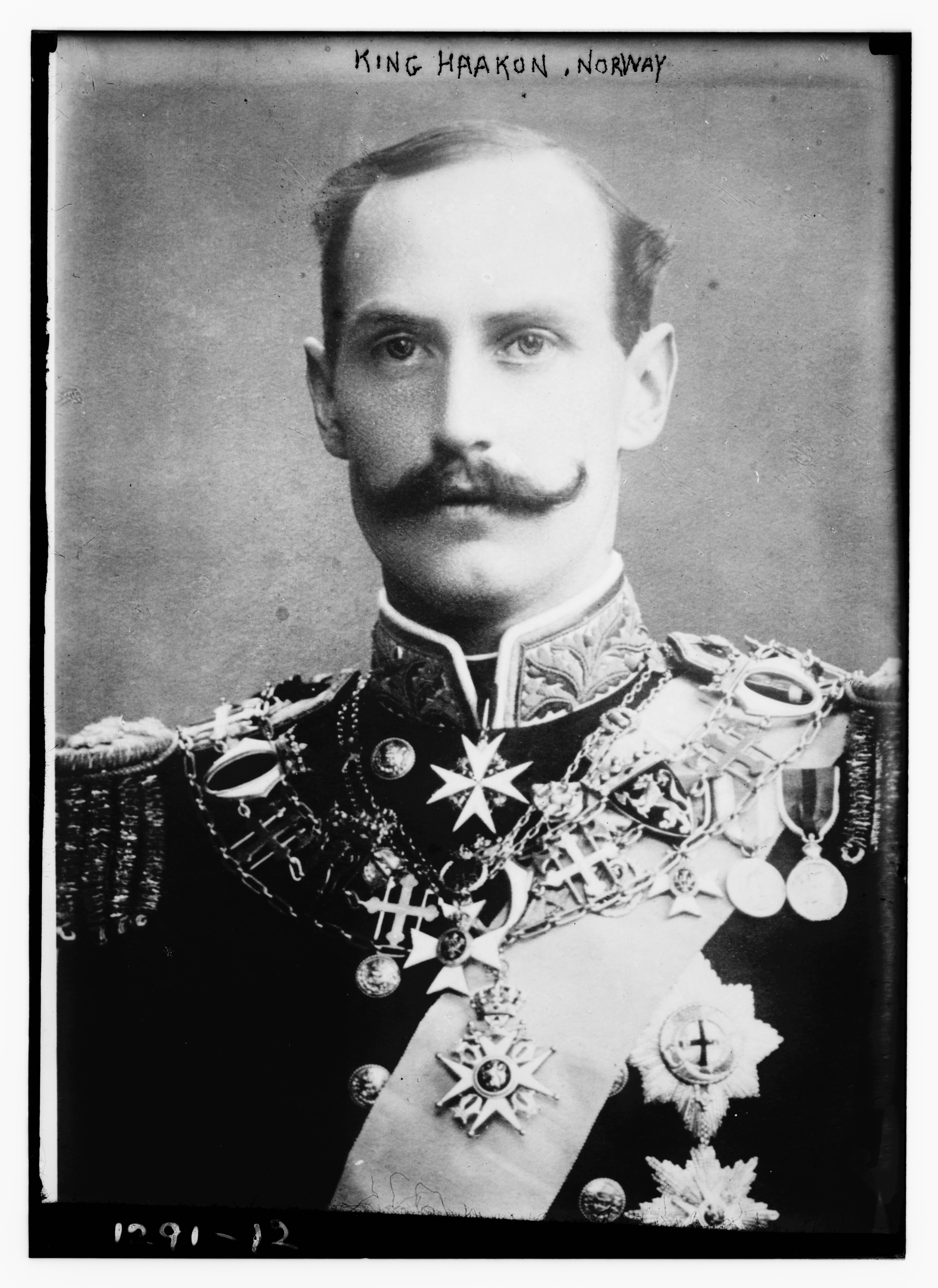
Haakon VII di Norvegia (1905 - 1957)
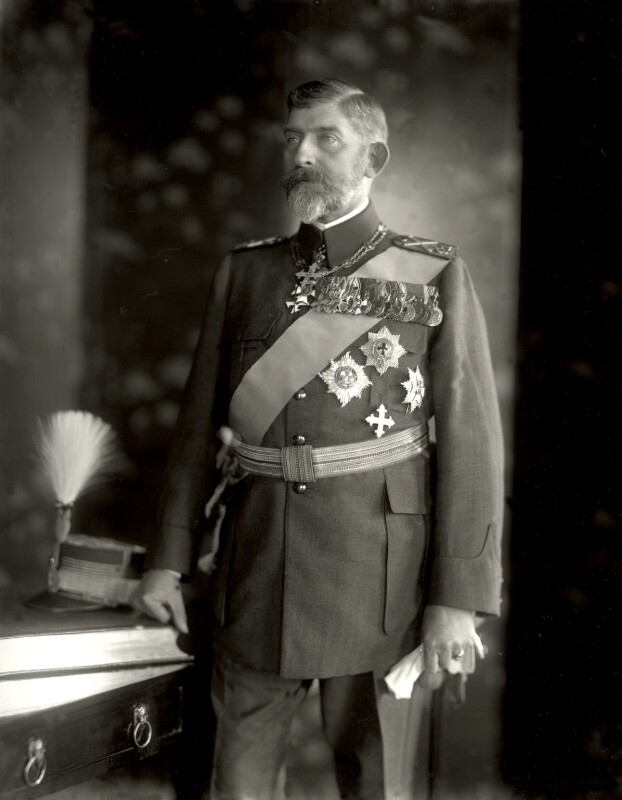
Ferdinando I di Romania (1914 - 1927)
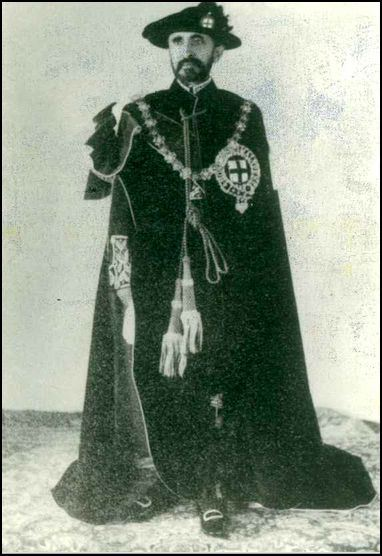
Hailé Selassié d'Etiopia (1930 - 1974)
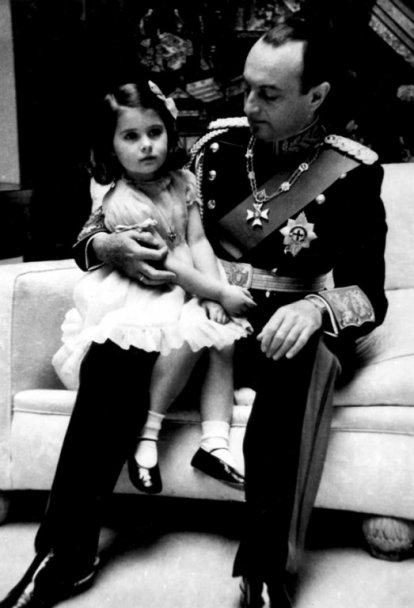
Paolo di Yugoslavia           (1893 - 1976)

### Lady dell'Ordine della Giarrettiera

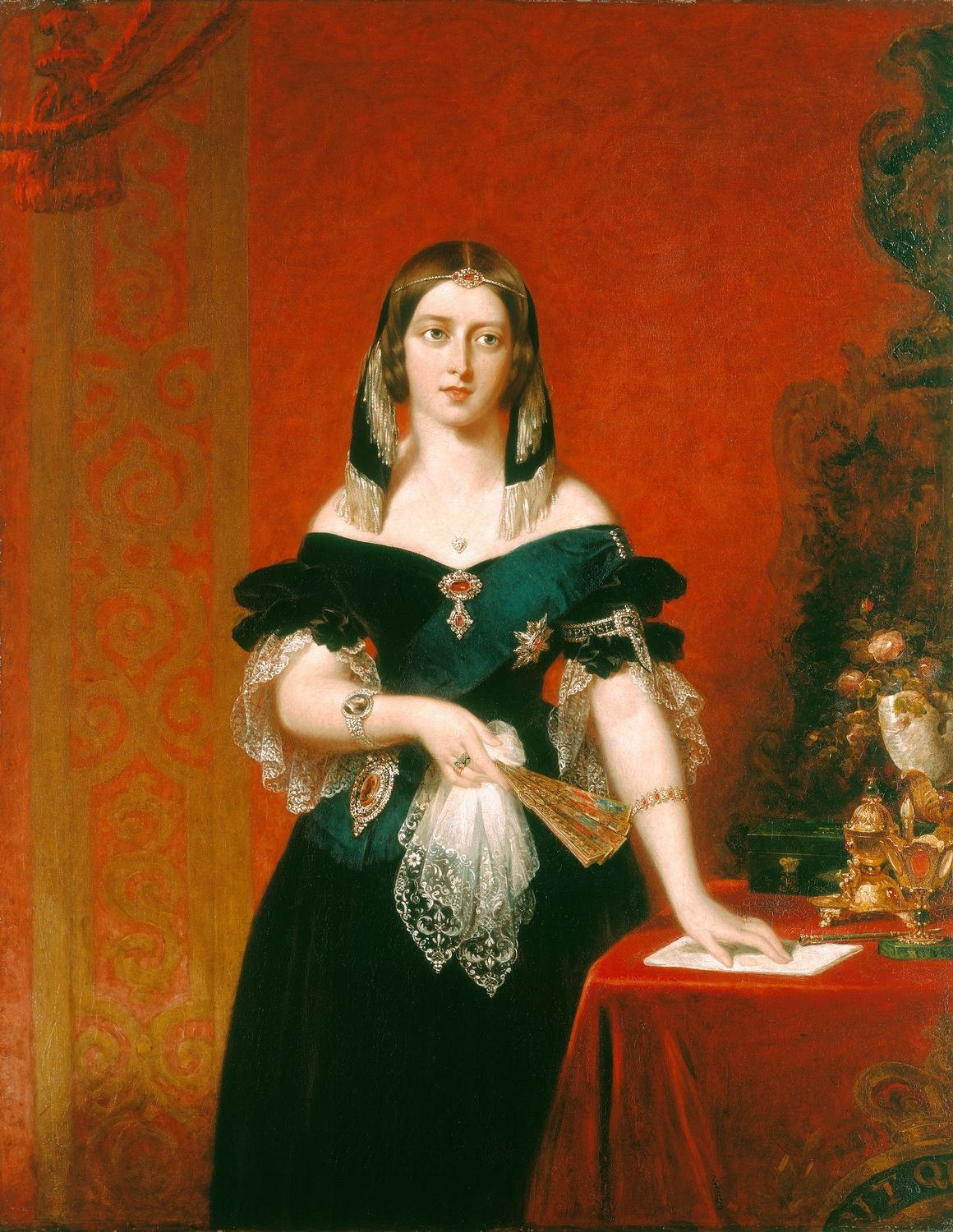
Vittoria (1837 - 1901)
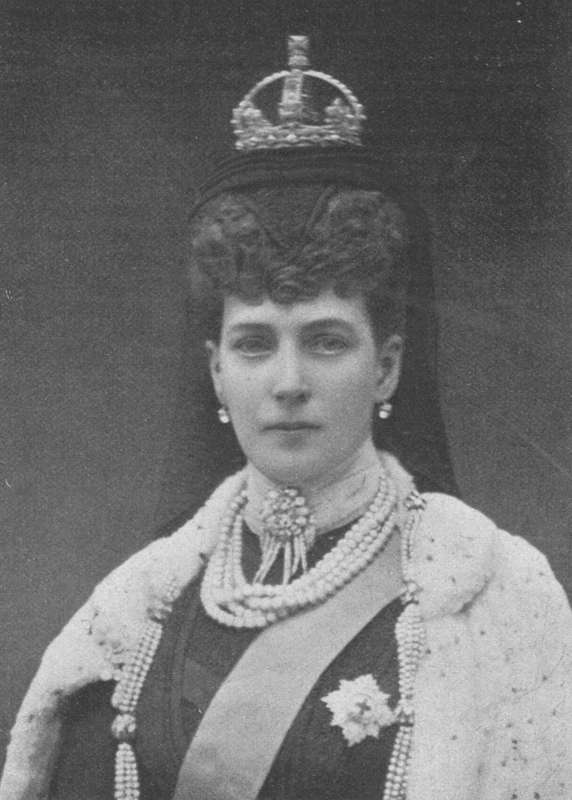
Alessandra di Danimarca (1901 - 1910)
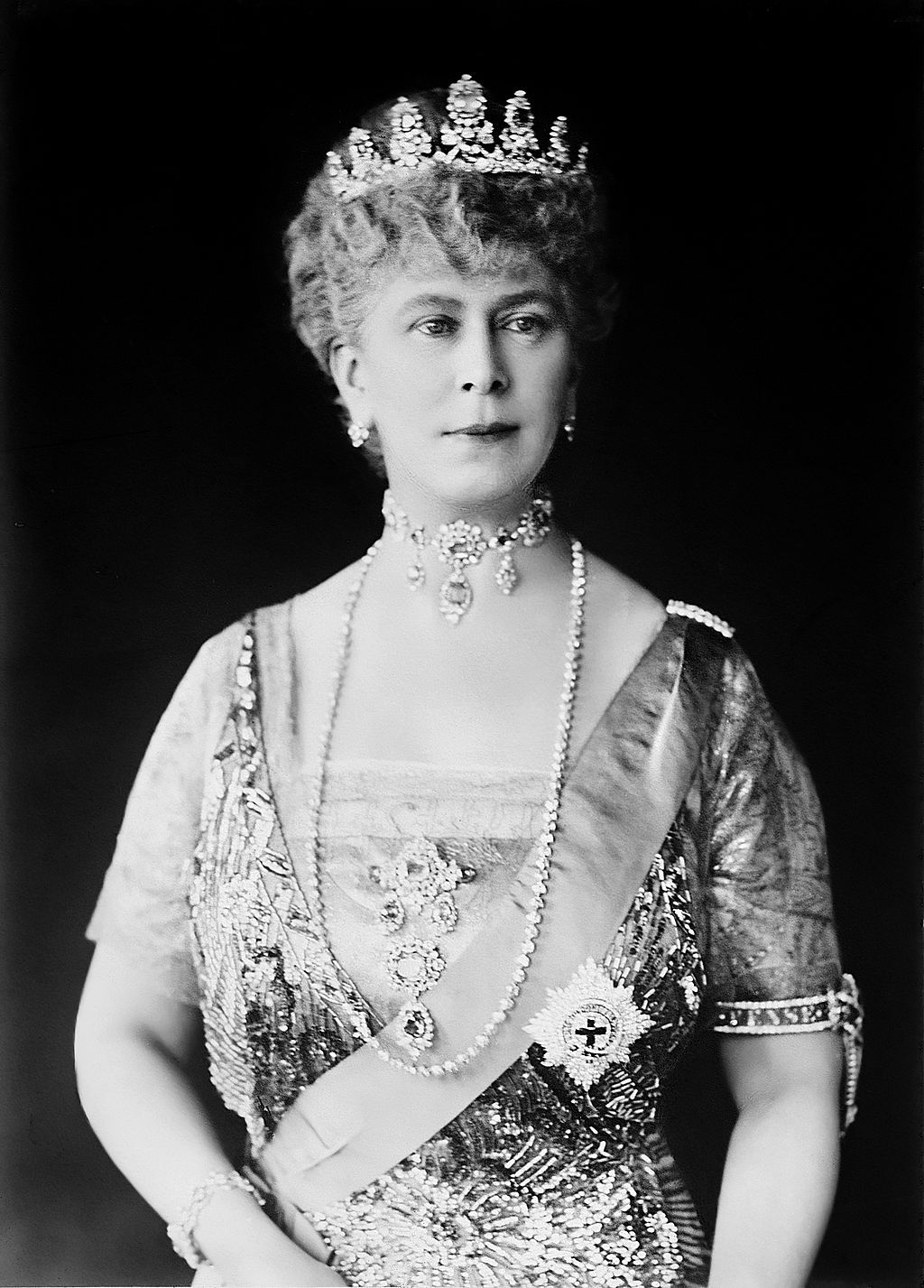
Mary di Teck (1910 - 1936)
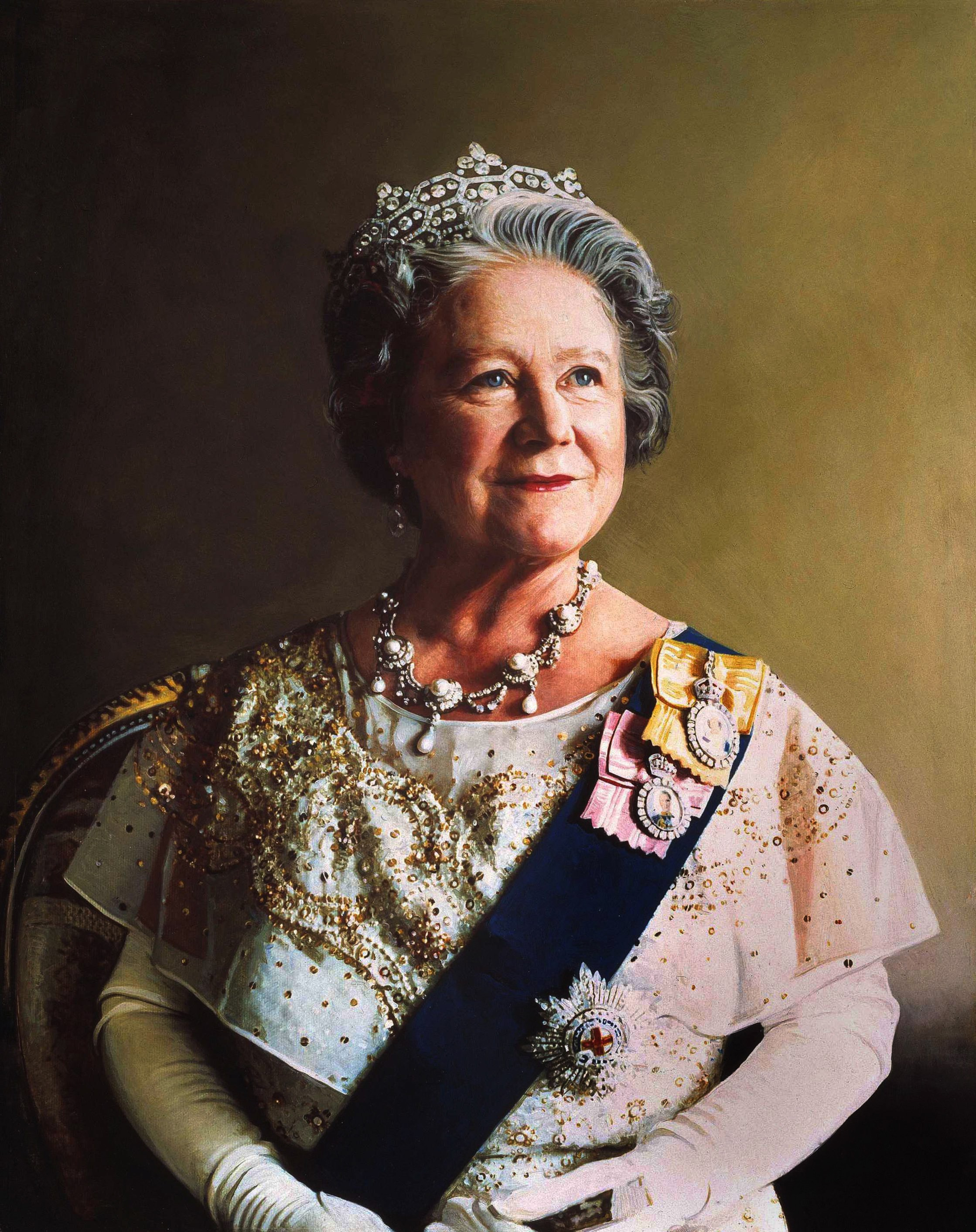
Elizabeth, regina madre (1952 - 2002)
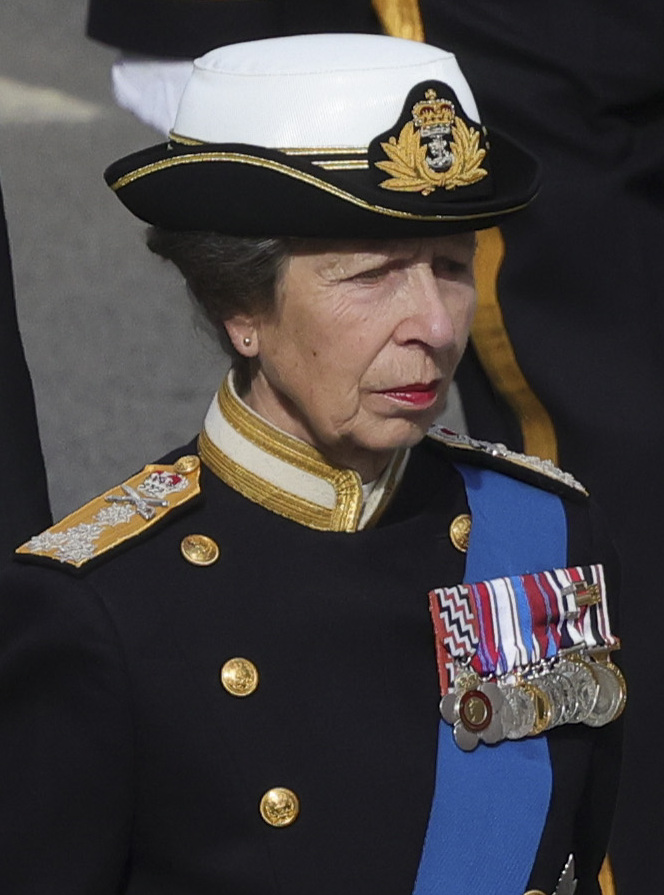
Anna, principessa reale (dal 1987)
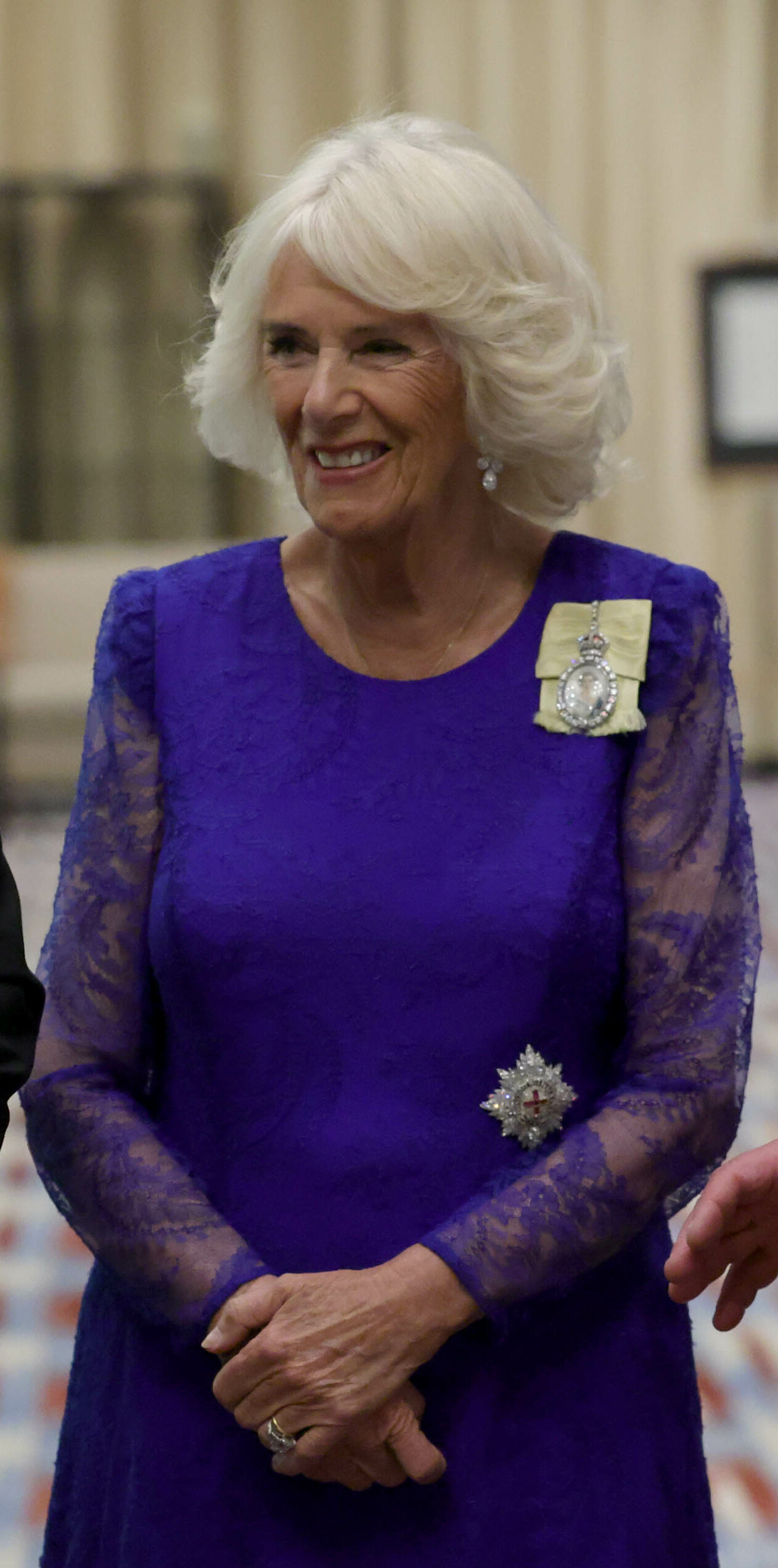
Camilla, regina consorte (dal 2022)

## Stemmi dei membri dell'Ordine
Il sovrano

Carlo III, Re del Regno Unito

Cavalieri e dame della famiglia reale

William, principe del Galles
Anna, principessa reale
Andrea, duca di York
Edoardo, duca di Edimburgo
Edward, duca di Kent
Richard, duca di Gloucester
Alexandra, onorevole Lady Ogilvy

Cavalieri e dame stranieri

Margherita II di Danimarca
Carlo XVI Gustavo di Svezia
Juan Carlos di Spagna
Beatrice dei Paesi Bassi
Akihito di Giappone
Harald V di Norvegia
Filippo VI di Spagna
Guglielmo Alessandro dei Paesi Bassi
Naruhito di Giappone

Cavalieri e dame

James Hamilton, V duca di Abercorn
Robin Butler, barone di Brockwell
Sir John Major
Richard Luce, barone Luce
Sir Thomas Dunne
Nicholas Phillips, barone Phillips di Worth Matravers
Maresciallo dell'aria Graham Eric Stirrup, barone Stirrup
Eliza Manningham-Buller, baronessa Manningham-Buller
Mervyn Allister King, barone King di Lothbury
Charles Kay-Shuttleworth, V barone Shuttleworth
Lady Mary Fagan
Alan Brooke, III visconte Brookeborough
Lady Mary Peters
Robert Gascoyne-Cecil, VII marchese di Salisbury
Sir Tony Blair
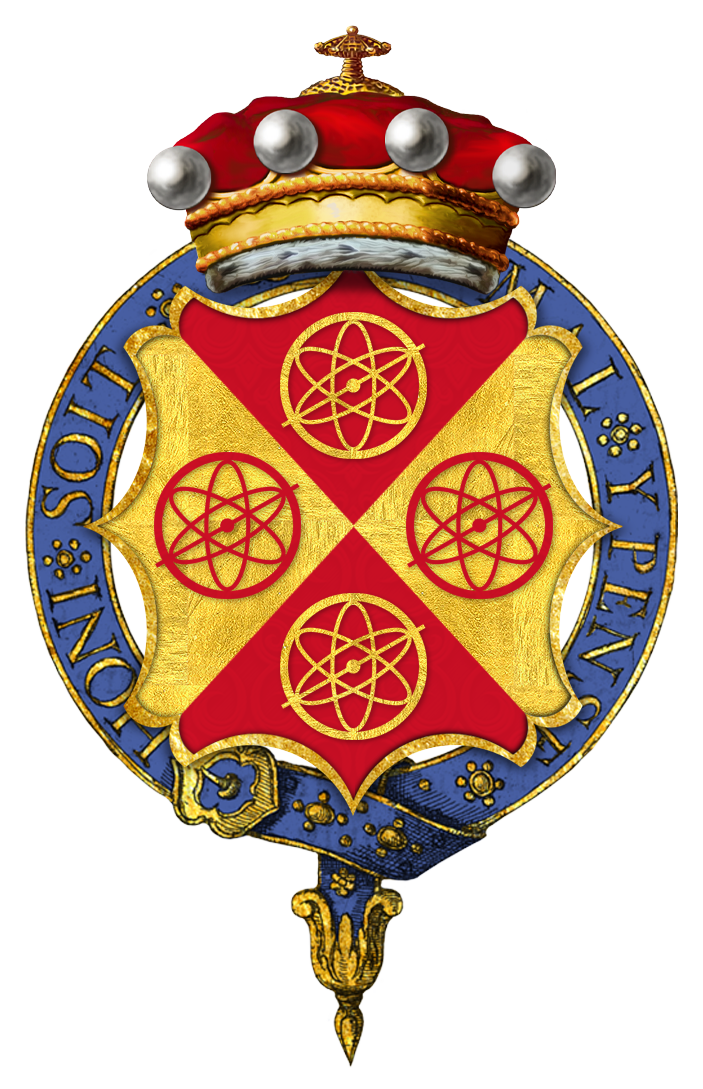
Valerie Ann Amos, baronessa Amos
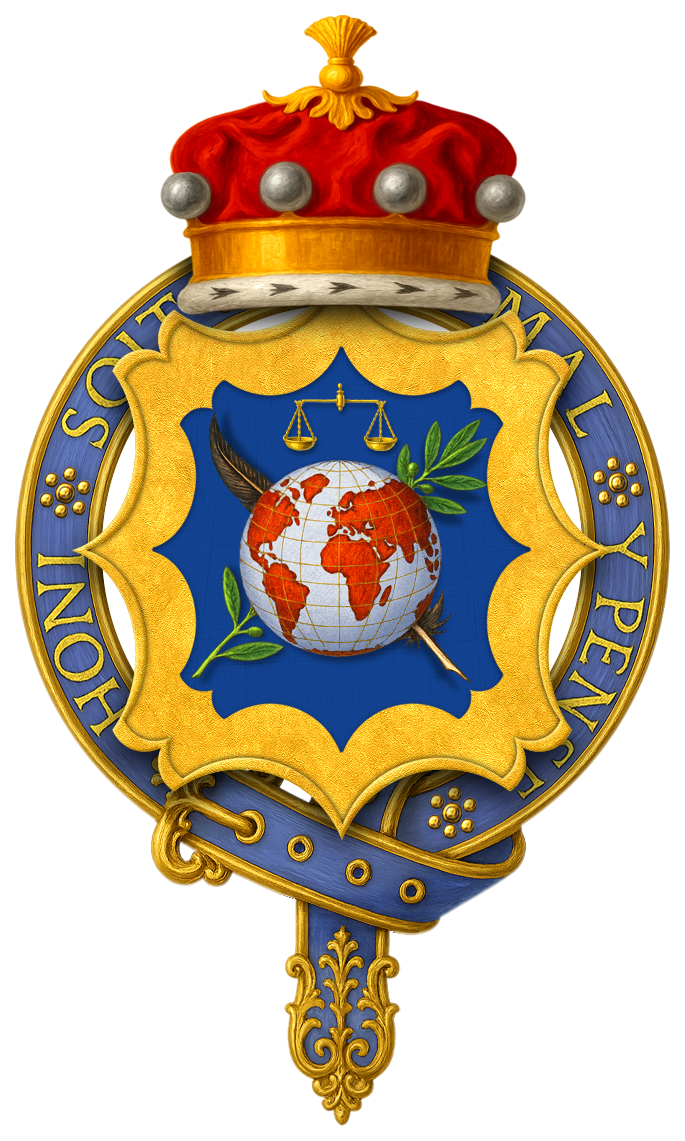
Catherine Margaret Ashton, baronessa Ashton di Upholland
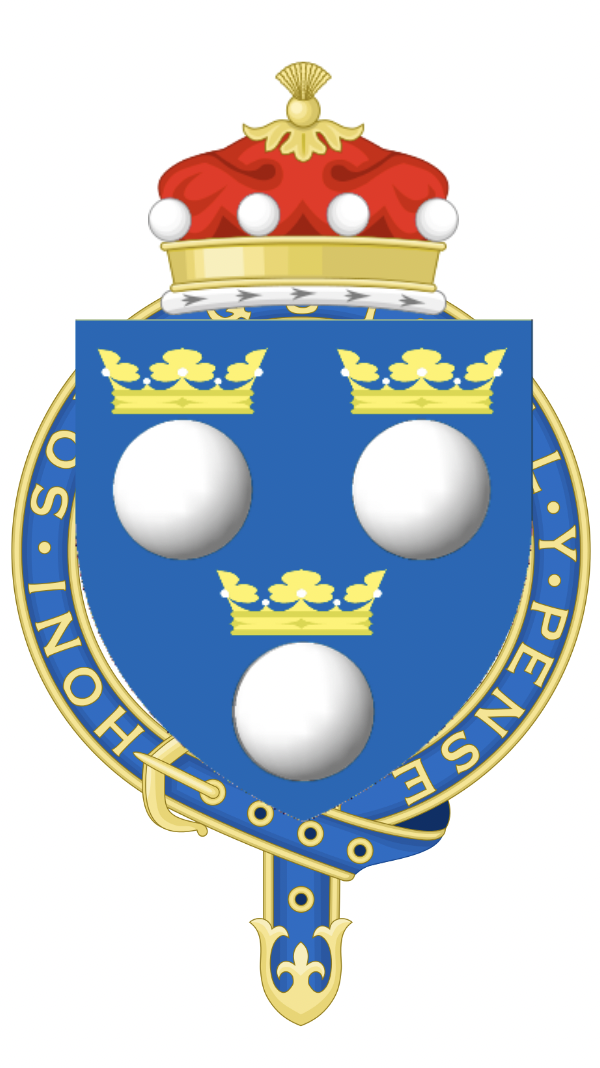
Chris Patten, barone Patten

L'Ordine

Stemma dell'Ordine
Variante con lo stemma reale e la corona